# Zwölfte Isonzoschlacht
1915

1. Isonzo – 2. Isonzo – Erste Dolomitenoffensive – Zweite Dolomitenoffensive – 3. Isonzo – 4. Isonzo – Lavarone (1915–1916)
1916

5. Isonzo – Südtiroloffensive – 6. Isonzo (Doberdo) – 7. Isonzo – 8. Isonzo – 9. Isonzo – 
Lawinenkatastrophe
1917

10. Isonzo – Ortigara – 11. Isonzo – 12. Isonzo – Pozzuolo – Monte Grappa
1918

Piave – San Matteo – Vittorio Veneto
Die Zwölfte Isonzoschlacht oder auch Schlacht von Karfreit (dem heutigen Kobarid), italienisch Battaglia di Caporetto, ist die Bezeichnung der letzten Isonzoschlacht im Ersten Weltkrieg. Sie begann am 24. Oktober 1917 und endete als solche am 27. Oktober 1917 mit dem Erreichen des von den Österreichern als Maximalziel festgesetzten Tagliamento. Häufig werden auch die anschließenden Kampfhandlungen bis zum Übergang in den Stellungskrieg am Piave mit zur Schlacht gerechnet. Die Schlacht war die erste große Bewegungsschlacht an der bisher im Stellungskrieg verharrenden Alpenfront und einer der größten militärischen Siege der Mittelmächte während des Krieges. Der österreichische Erfolg der Offensive beruhte wesentlich auf dem zusammen mit dem Artillerieschlag durchgeführten Einsatz von Giftgas. Die Niederlage führte zu einer schweren Krise in der italienischen Militärführung und zur Entlassung des italienischen Oberbefehlshabers Cadorna. Eine Stabilisierung der Front konnte durch das Einschieben französischer und britischer Truppenteile gewährleistet werden. Auch blieb der Abzug deutscher Truppen und die Überdehnung der Versorgungslinien nicht ohne Wirkung.

## Ausgangslage

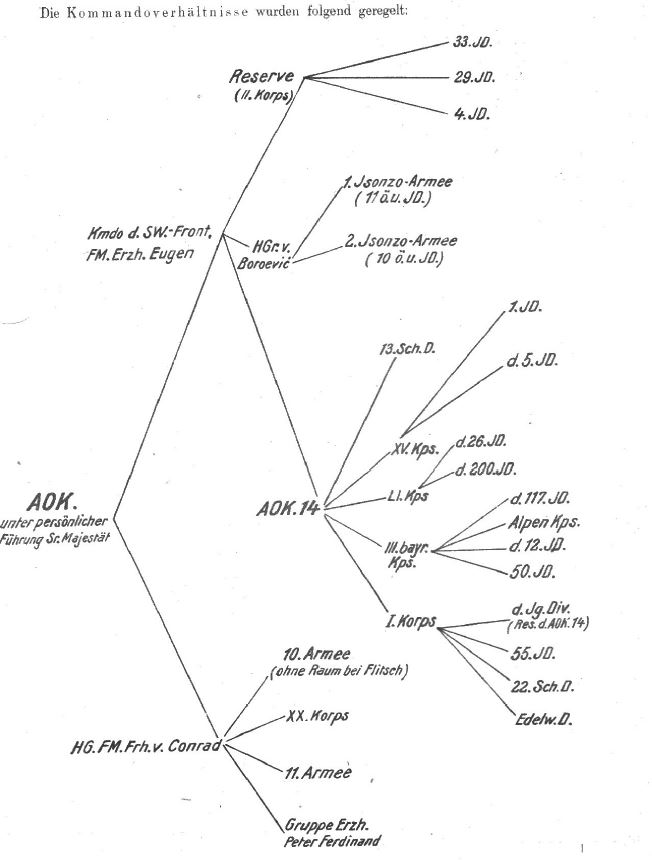
Kommandoverhältnisse auf österreichisch-ungarisch-deutscher Seite

Im österreichisch-ungarischen Hauptquartier in Baden bei Wien war man zu der Erkenntnis gekommen, dass ein weiterer Angriff wie der vorangegangene (Elfte Isonzoschlacht) nicht mehr würde abgewehrt werden können. Man war daher zu einer Reaktion gezwungen und sah die einzige Möglichkeit darin, selbst zum Angriff überzugehen. Mit eigenen Kräften allein wäre dieses Vorhaben jedoch nicht durchführbar gewesen, sodass man den deutschen Bündnispartner um Unterstützung bat. Obwohl der deutsche Chef des Generalstabes Generalfeldmarschall von Hindenburg und mit ihm der „Erste Generalquartiermeister“ General der Infanterie Ludendorff den Schwerpunkt auf den Osten legen wollten, sahen sie ein, dass eine Entlastung Österreich-Ungarns notwendig sein würde. Als operatives Minimalziel war zunächst nur die Rückeroberung der verlorenen Gebiete bis zur Reichsgrenze und – falls der Angriffsschwung ausreichen sollte – ein Vordringen bis zum Tagliamento vorgesehen. Die deutschen Truppen sollten spätestens nach dem Erreichen des Flusses wieder abgezogen werden.
Wortlaut des Operationsbefehls

BEFEHL
- Ziel der Operation ist, die Italiener über die Reichsgrenze und, wenn möglich, über den Tagliamento zurückzuwerfen. Hierzu wird die ganze Heeresfront an einem noch zu bestimmenden Tage gleichzeitig die Offensive ergreifen.
- Der deutschen 14. Armee wird die Aufgabe zufallen, die feindliche Front im Raume der Jeza-Höhe westlich Tolmein zu durchbrechen, dann zunächst die Linie: Höhen nördlich Cividale–Reichsgrenze nordwestlich der Korada zu gewinnen. Die Armee wird ferner dem rechten Flügel der 2. Isonzo-Armee das Überschreiten des Isonzo zu erleichtern haben.
- Dem Korps Krauß (k.u.k. I. Korps) wird obliegen, aus dem jetzigen Raum der k.u.k. 93. Infanterie-Truppendivision (bei Flitsch) vorbrechend, die rechte Flanke der 14. Armee zu decken.
- Die 2. Isonzo-Armee wird, den Nordflügel stark haltend, den Angriff gleichzeitig mit der 14. Armee aufnehmen und vorerst die Reichsgrenze nordwestlich Korada–Mt. Santo zu erreichen haben.
- Die 1. Isonzo-Armee wird zunächst durch kräftiges Anfassen möglichst starke feindliche Kräfte zu binden, bzw. auf sich zu ziehen haben.
- Als Angriffstag wird vorläufig der 22. Oktober in Aussicht genommen.

Kdo. der Südwestfront

## Truppen
Neu aufgestellt wurde für diesen Zweck die 14. Armee; ein zunächst rein deutscher, später ein gemischter deutsch-österreichisch-ungarischer Verband unter dem Kommando von General der Infanterie Otto von Below, die den Hauptstoß (dieser zielte auf die linke Schulter der italienischen 2. Armee) führen sollte. Österreich-Ungarn zog die bisherige 1. und 2. Isonzo-Armee zur „Heeresgruppe Boroević “ am linken Flügel zusammen und setzte zur Unterstützung die 10. (k.u.k) Armee unter dem Kommando von Feldmarschall Freiherr von Krobatin aus den Karnischen Alpen von Norden gegen die italienische Flanke an. In der Schlussphase griff auch noch die 11. (k.u.k) Armee der Südtiroler Front in die Schlacht ein. An Verbänden standen sich 41 italienische Divisionen mit 3626 Geschützen und 34 Divisionen der Verbündeten mit 3302 Geschützen gegenüber.
Jeweils beteiligte Großverbände
| I. | II. |
| --- | --- |

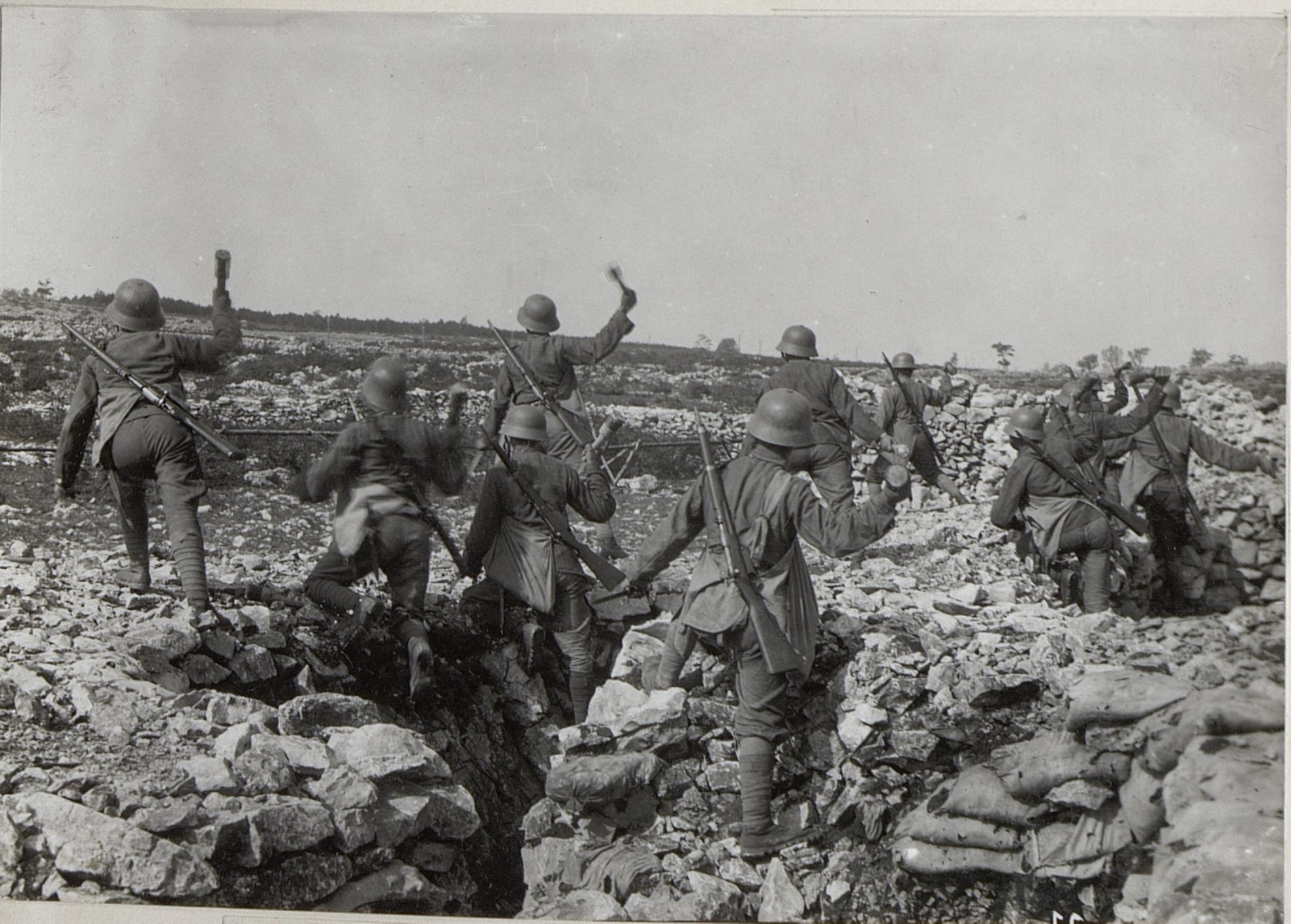
k.u.k.-Truppen beim Angriff (eventuell gestellte Aufnahme)

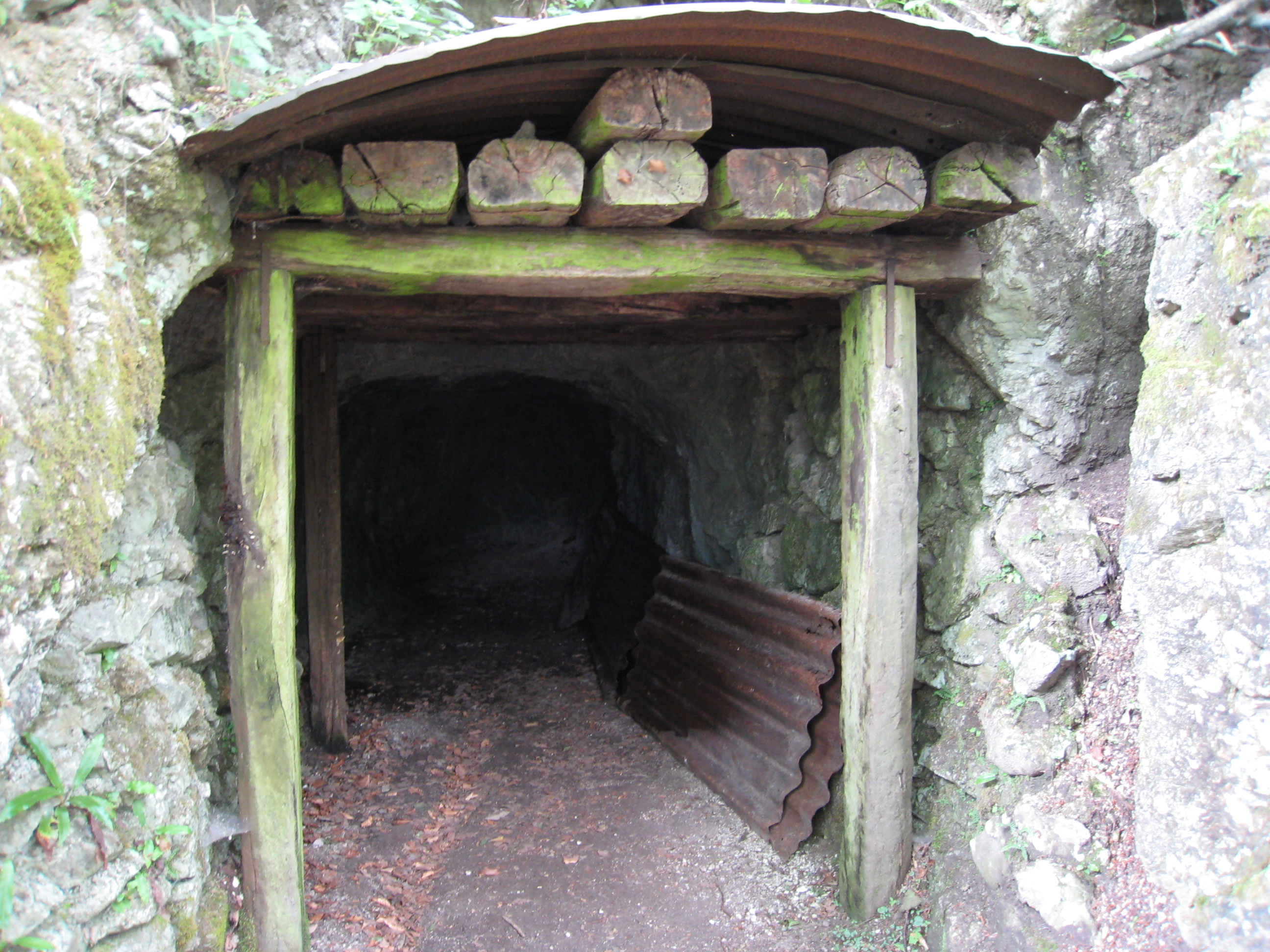
Italienischer Schutzraum bei Karfreit

| - Heeresgruppe Tirol unter Feldmarschall Franz Conrad von Hötzendorf 11. Armee (Österreich-Ungarn) unter Generaloberst Viktor von Scheuchenstuel 10. Armee (Öst.-Ungarn) unter Generaloberst Alexander Freiherr von Krobatin - Südwestfront unter Feldmarschall Erzherzog Eugen 14. Armee (Deutsches Reich) unter General der Infanterie Otto von Below - Heeresgruppe Boroević (Öst.-Ungarn) unter Generaloberst Svetozar Boroević 1. Isonzo-Armee (Öst.-Ungarn) unter General der Infanterie Johann Ritter von Henriquez 2. Isonzo-Armee (Öst.-Ungarn) unter Generaloberst Wenzel von Wurm | - 1ª Armata – General Guglielmo Pecori Giraldi (Judikarien, Trentino, Südtirol) - 4ª Armata – General Mario Nicolis di Robilant (Fleimstal, Dolomitenfront) - Zona Carnia – General Giulio Cesare Tassoni (Karnische Alpen, Kärntner Grenze) - 2ª Armata – General Luigi Capello (am Isonzo, im Hauptangriffsfeld bis südlich Görz) - 3ª Armata – General Emanuel Philibert Herzog von Aosta (auf dem Karst, Südabschnitt südlich Görz bis zur Adria) |

## Lageentwicklung bis zum 24. Oktober 1917

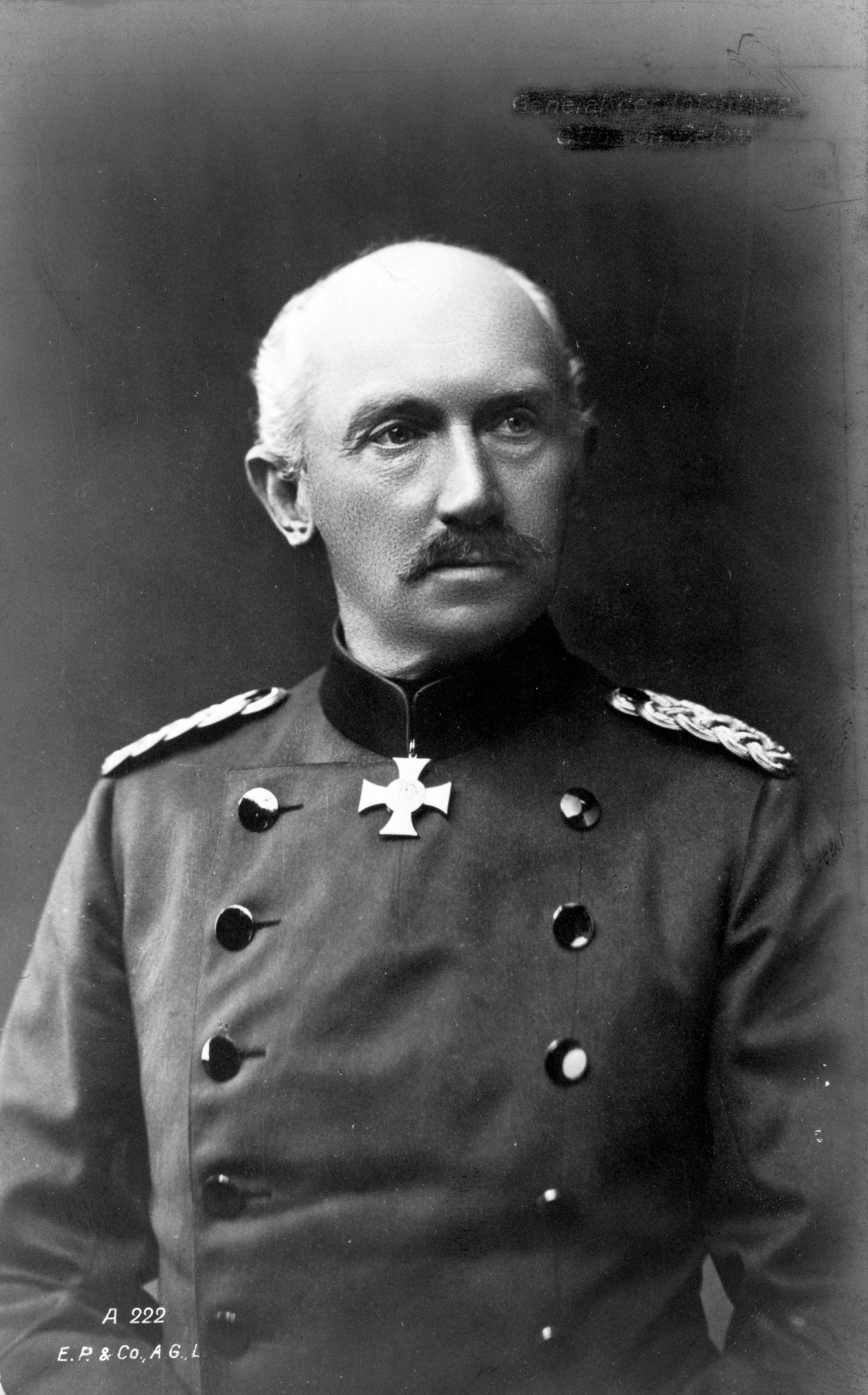
Otto von Below, Oberbefehlshaber der deutschen 14. Armee

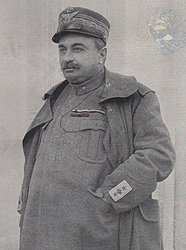
Luigi Capello, Oberbefehlshaber der italienischen 2. Armee

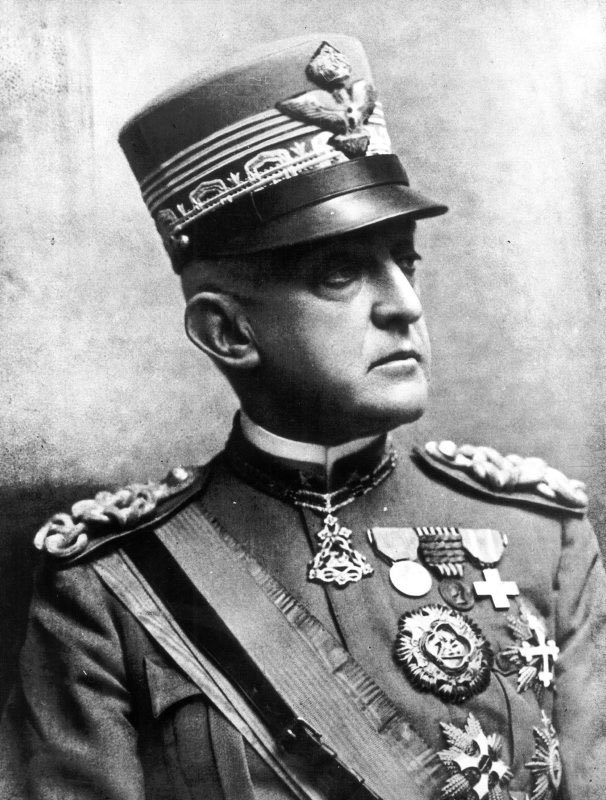
Emanuel Philibert, Herzog von Aosta, Oberbefehlshaber der italienischen 3. Armee

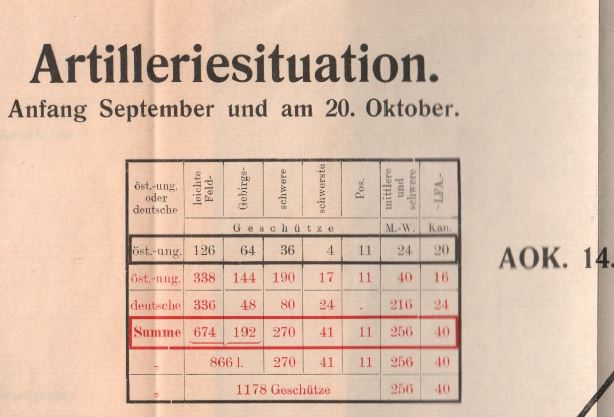
Der Artillerieaufmarsch von Anfang September bis zum 20. Oktober 1917

Obwohl der Angriffszeitpunkt von zwei übergelaufenen tschechischen und rumänischen Offizieren verraten worden war und auch die italienische Feindaufklärung bereits früher entsprechende Meldungen an die Heeresleitung weitergegeben hatte, konnte man sich auf italienischer Seite nicht rechtzeitig zu wirksamen Gegenmaßnahmen entschließen. Ein Untersuchungsausschuss unter Vorsitz von General Carlo Caneva stellte nach dem Krieg fest, dass die militärische Aufklärung folgende Erkenntnisse gewonnen und gemeldet habe:
- 14. September 1917: Sperrung der Grenze zwischen Österreich und der Schweiz, Anwesenheit einer deutschen Division[A 10] in Südtirol, Abzug österreich-ungarischer Truppenteile aus Südtirol[A 11] und Verlegung an andere Fronten, Verlegung von etwa 15 österreich-ungarischen Divisionen von der russischen Front nach Kärnten und Krain.
- 30. September 1917: Deutsche Offiziere erscheinen in größerer Zahl an der Front bei Tolmein, deutsche Truppen treffen in Grahovo ein.
- 2. Oktober 1917: Eine österreich-ungarische Division wird in das Baca-Tal[A 12] verlegt, die 12. deutsche Infanterie-Division wird aus dem Elsass nach Kärnten verlegt, deutsche Truppen erscheinen in Villach.
- 3. Oktober 1917: An der Front bei Tolmein trifft deutsche Infanterie und Artillerie ein.
- 18. Oktober 1917: Umfangreiche Truppenbewegungen von Villach nach Laibach.

Bereits am 12. Oktober schrieb der italienische General Grazioli an seine Vorgesetzten, er habe deutsches Artilleriefeuer gehört. Diese Zweifel wurden noch verstärkt, als die Italiener einen Toten des oberschlesischen Infanterieregiments 63 im Isonzo fanden.
General Cadorna war jedoch der Meinung, die Stellungen seien stark genug, um die Angreifer lange genug aufzuhalten, bis Verstärkungen herangeführt seien. Aus diesem Grunde unternahm er nichts Gravierendes; es wurden lediglich Hindernisse ausgebaut sowie die Artillerie etwas verstärkt und einige Bersaglieri- und Alpini-Kompanien in die betroffenen Abschnitte gelegt. Durch die nun folgenden Ereignisse sah sich die 4. italienische Armee, die westlich der Linie Feltre – Belluno – Pieve stand und die Front nach Tirol hielt, plötzlich massiv im Rücken bedroht und war letztendlich gezwungen, sich schnellstens aus den Höhenstellungen der Dolomiten zurückzuziehen.
Bereitstellungen der 14. Armee
- Links:
„Gruppe Scotti“ mit 1. (k.u.k.) InfTrpDiv[A 13] bei Selo, dahinter 5. (d) InfDiv
„Gruppe Berrer“ mit 200. (d) InfDiv im Südteil des Tolmeiner Brückenkopfes, dahinter die 26. (d) InfDiv
- Mitte:
„Gruppe Stein“ (kgl. bay. III. Korps) mit Alpenkorps im Nordteil des Brückenkopfes, 12. (d) InfDiv nördl. Tolmein, 50. (k.u.k.) InfTrpDiv bis zum Krn. Hinter dem Alpenkorps östl. Sela die 117. (d) InfDiv
- Rechts:
Gruppe Krauß: (I. k.u.k. Korps) mit 55. (k.u.k.) InfTrpDiv bis zum Becken von Flitsch, 22. (k.k.) SchtzDiv[A 14] im Becken von Flitsch, k.u.k. Edelweißdivision[A 15] bis zum Rombon. Dahinter nordöstlich Soca die deutsche Jäger-Division.
- Armeereserven:
Hinter dem linken Flügel in der Tiefe: 13. (k.k.) SchtzDiv, 4. (k.u.k.) InfTrpDiv und 33. (k.u.k.) InfTrpDiv

Die italienischen Streitkräfte standen
- 2. Armee: vom Rombon bei Flitsch bis zur Wippach bei Görz (28 Divisionen)
- 3. Armee: von der Wippach bei Görz über die südliche Karsthochfläche bis zum Meer (13 Divisionen)

Angriffsrichtungen
- „Gruppe Scotti“: Globocak – Tribil – Castel del Monte
- „Gruppe Berrer“: Monte Hum – Monte San Martino – Cividale
- „Gruppe Stein“:
linker Flügel: Jeza – Kolowratrücken – Monte Matajur – Natisonetal
rechter Flügel: Idersko – Karfreit – Monte Mia – Monte Juanes – Monte Madlessena
- „Gruppe Krauß“:
Hauptstoß im Tal von Flitsch über Saga auf den Stol
linker Flügel 55. (k.u.k.) InfTrp: Vrsic – Ravna – Starosela
alle Kräfte dann: Monteaperta – Monte le Zuffine
Nördliche Nebenkolonne im Gebirge: Prevalascharte – Neveasattel – Resiutta – Venzone

## Chronologischer Ablauf der Ereignisse der Schlacht

### 24. Oktober 1917
Von dem um zwei Uhr einsetzenden Artillerieschlag der Verbündeten wurden die italienischen Truppen völlig überrascht. Der hohe Anteil an Gasgranaten sowie die von den italienischen Soldaten auf ihrer Seite bisher nicht gekannte Intensität des Artilleriefeuers führten unverzüglich nicht nur zu starken Verlusten in den viel zu dicht belegten vordersten Gräben, sondern auch zu ersten Auflösungserscheinungen. Der besonders angegriffene rechte Abschnitt der 2. italienischen Armee gab fast sofort nach und begann die dadurch entstandenen und in der Luft hängenden Flügel mitzureißen. Bereits am Morgen des gleichen Tages gelangen im Raum Flitsch und Tolmein tiefe Einbrüche und unerwartet viele gegnerische Soldaten konnten gefangen genommen werden. Der 12. deutschen Infanteriedivision gelang es bis zum Abend, 27 Kilometer bis nahe Robic an der Landesgrenze vorzustoßen.

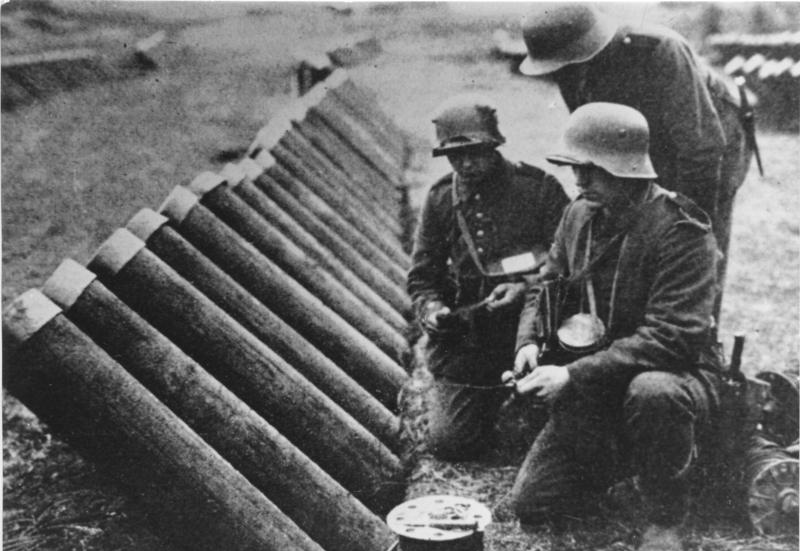
Deutsche Gaswerfer

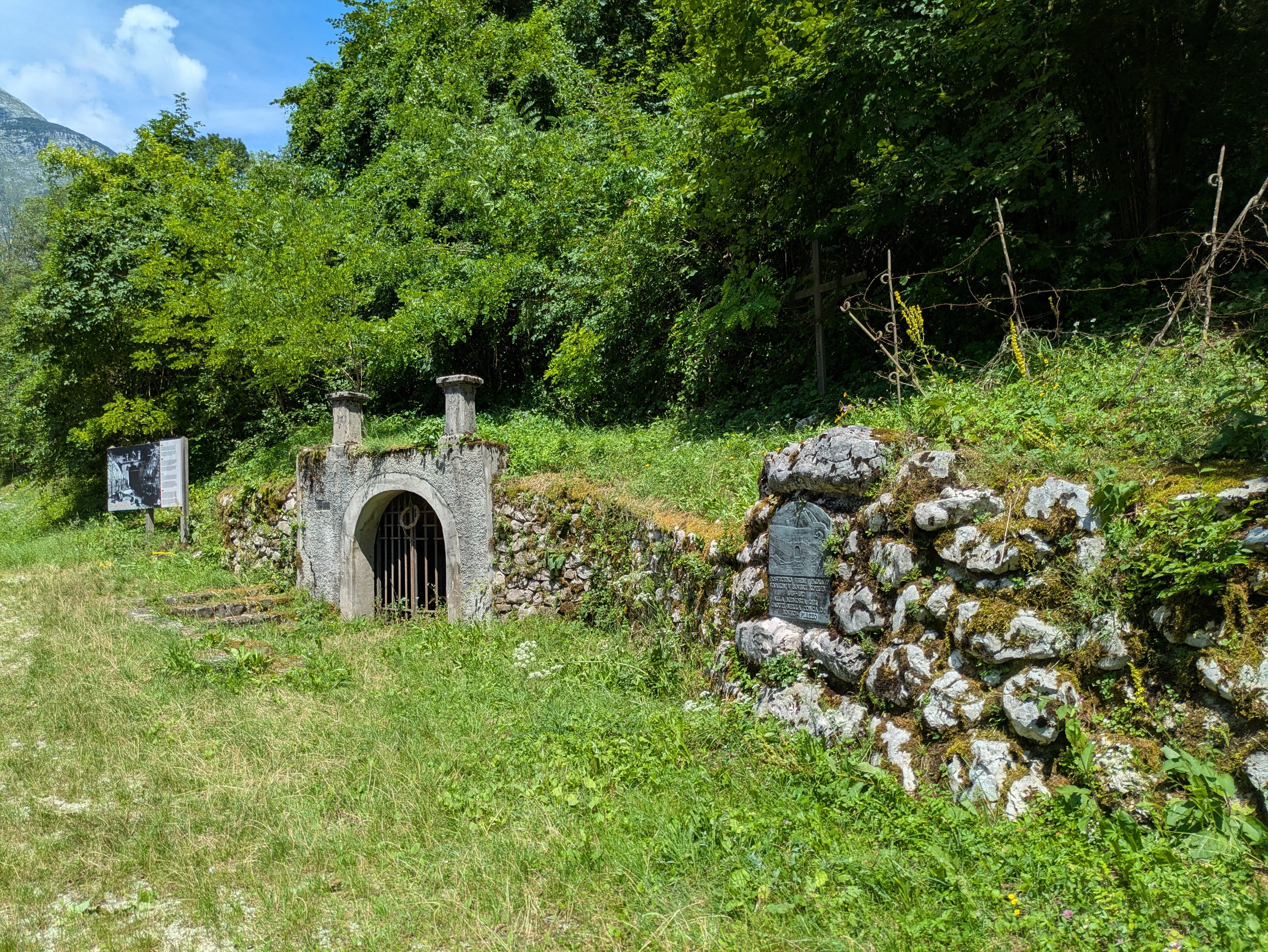
Gedenkstätte in der Naklo-Schlucht für den Giftgas-Angriff am 24. Oktober 1917

Der zusammen mit dem Artillerieschlag durchgeführte Giftgaseinsatz zählt zu den folgenreichsten Anwendungen von Giftgas an der Südfront. Statt der bisher von österreichisch-ungarischen Truppen verwendeten B- und C-Kampfstoffe, die die Italiener dank ihrer Gasmasken nicht mehr fürchteten, kam erstmals das von der Westfront stammende Verfahren mittels Gaswerfern zum Einsatz. Zur Unterstützung eines österreichisch-ungarischen Angriffes setzten deutsche Pioniereinheiten ab dem 24. Oktober Gaswerfer mit 70.000 Grün- und Blaukreuzgranaten und den an der Südfront neuen Substanzen Chlor-Arsin-Kampfstoff und Diphosgen zum Maskenbrechen (sog. Buntschießen) ein. Die Gaswerfer wurden gezündet, um die Naklo-Schlucht südlich von Flitsch – im Bereich zwischen dem heutigen Flugplatz Bovec und der über die Soča nach Čezsoča führenden Brücke – mit fünf bis sechs Tonnen Grünkreuz zu füllen. Hierbei starb eine komplette italienische Einheit, die dem Infanterieregiment 87 der Brigade “Friuli” angehörte.
Major Graf von Pfeil und Klein Ellguth, der Kommandeur des deutschen Pionierbataillons 35, das den Gaswerferangriff bei Flitsch befehligte, beschrieb die Wirkung:

„Bereits 1015 vorm. wurden die Schluchten vollkommen gasfrei angetroffen und eine vollkommene Gaswirkung festgestellt. Nur vereinzelte noch lebende, schwer kranke Italiener wurden aus der vordersten feindlichen Stellung zurückgebracht, in der Schlucht selbst war die gesamte Besatzung, etwa 500 oder 600 Mann, tot. Nur wenige hatten die Masken aufgesetzt, die Lage der Toten ließ auf plötzlichen Gastod schließen. Es wurden auch verendete Pferde, Hunde und Ratten gefunden.“

### 25. Oktober 1917

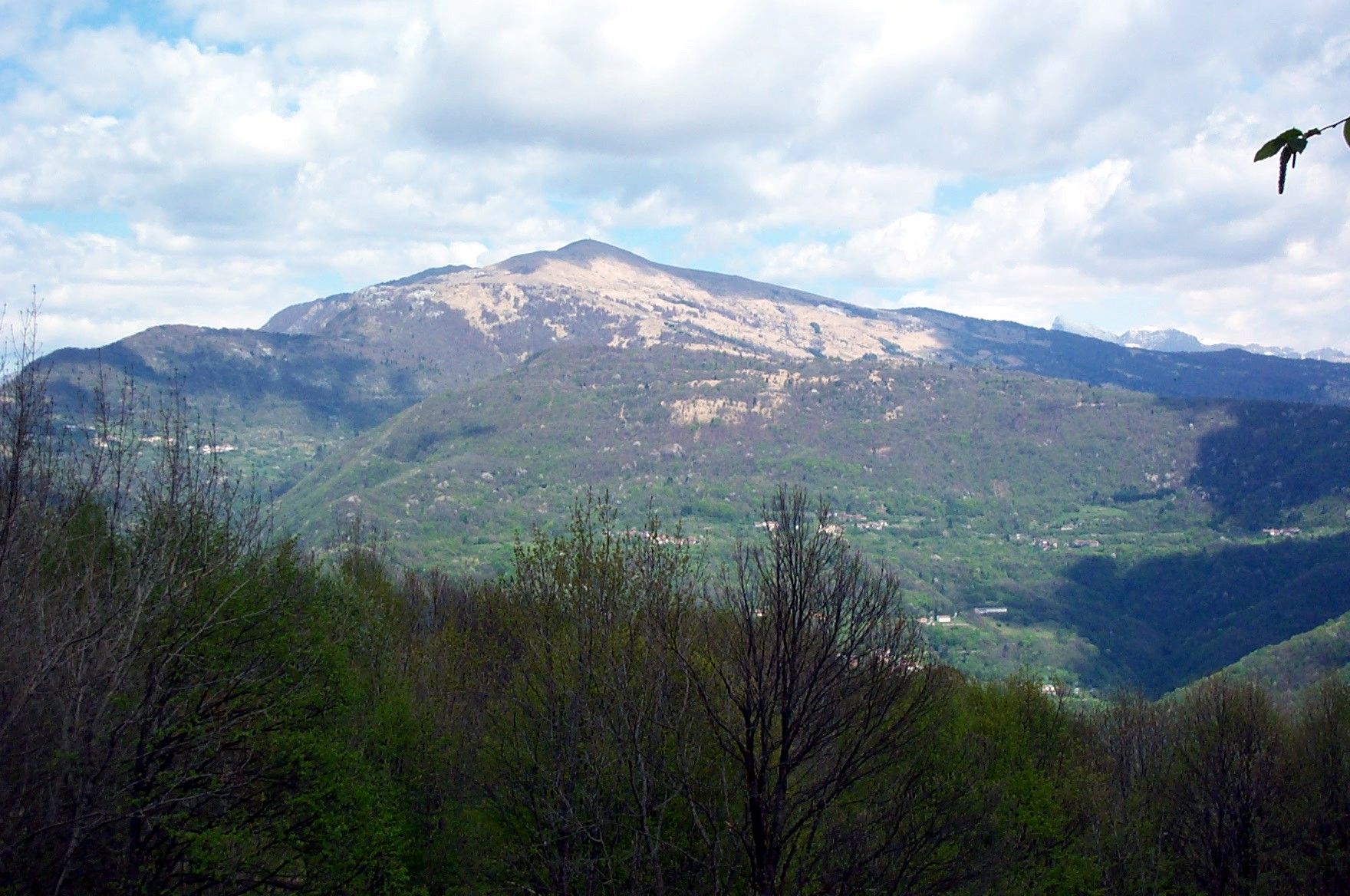
Der Matajur

Trotz der numerischen Überlegenheit der italienischen Infanterie und Artillerie ermöglichte das beginnende Chaos und letztendlich der falsche und zu späte Einsatz der Reserven den Erfolg der Mittelmächte. Es standen zwar auf italienischer Seite 144 Infanteriebataillone als Reserven zur Verfügung, diese waren jedoch nicht sofort einsetzbar, da sie weit verstreut im Bereich der Ebene südlich des Gebirges zwischen Cividale, Palmanova und dem Isonzo disloziert waren. Sie wurden dann überstürzt und ohne Plan den Angreifern entgegengeworfen und aufgerieben. Am Abend dieses Tages waren das vordere italienische Stellungssystem sowie der Monte Stol genommen.
Die südlich bis zur Adria operierende 3. italienische Armee begann an diesem Tag ebenfalls zu weichen, da ihre linke Flanke in der Luft hing und die Gefahr einer Einkesselung immer drohender wurde. Große Teile wurden in die Panik mit hineingezogen und vergrößerten das Chaos noch. Die auf den Karnischen Alpen stehenden Teile der 2. italienische Armee begannen ebenfalls zu weichen. Einerseits dem Druck der 10. k.u.k. Armee nachgebend, andererseits um nicht durch die vorwärtsdrängenden Teile der gemischten deutsch-österreichischen 14. Armee abgeschnitten zu werden.
Obwohl die Führung der 14. Armee von Anfang an bestrebt war, den Angriff über das ursprünglich fixierte Nahziel (Görz und die Reichsgrenze) hinaus weiterzutragen, wurde man doch von den bisherigen Ergebnissen überrascht. Das Kommando der k.u.k. Südwestfront befahl nach den bisherigen Ergebnissen dann jedoch unverzüglich die Verfolgung zunächst bis an den Tagliamento und setzte diesen als vorläufiges operatives Ziel fest.

Lage am 27. Oktober

### 26. Oktober 1917
Nach der Erstürmung der Berge Matajur, und Hum  sowie der Doline Globočak war die zweite italienische Stellung überwunden. Die dritte Stellung war praktisch nicht mehr vorhanden, der operative Durchbruch somit gelungen. Der beginnende Durchbruch machte sich im Bereich vor der 1. k.u.k. Isonzoarmee bemerkbar. Auch hier wichen die Italiener zurück. Am Abend dieses Tages hatte die 2. k.u.k. Isonzoarmee den Isonzo erreicht. Lediglich der rechte Flügel der Armee kam im Rombon-Gebiet wegen des schwierigen Geländes und sehr schlechten Wetters langsamer vorwärts. Auch war hier der Widerstand erheblich stärker als an den übrigen Frontabschnitten.

### 27. Oktober 1917
Görz fiel ohne Widerstand an die österreichisch-ungarischen Truppen, womit das ursprünglich vorgegebene Minimalziel bereits erreicht war. Die 14. (d/ö) Armee traf auf die Ebene und begann mit der Verfolgung der italienischen Armee. Zu diesem Zeitpunkt bestand diese nur noch aus einem Konglomerat von hastig zurückflutenden Truppenteilen, die von den Angreifern oftmals überflügelt und zu Tausenden gefangen genommen wurden. Bis dahin hatte die italienische Armee bereits etwa 200.000 Soldaten in die Gefangenschaft und eine ungeheure Menge an Kriegsgerät verloren.
Als sich abzuzeichnen begann, dass man die Operation über den Tagliamento hinaus würde fortführen können, begann man auf Seiten der Mittelmächte, die Ziele weiter zu stecken. Die Truppen wurden angewiesen, sich der Brücken über den Fluss zu bemächtigen, bevor sie zerstört werden konnten. Es galt, die Masse der italienischen Isonzo-Armeen vor oder hinter dem Fluss einzuholen und zu vernichten. Dazu erließ der General von Below den folgenden Armeebefehl:

A.H.Qu. 27. Oktober 1917 10° Abends
Armeebefehl
1. Tagliamento-Brücken bei Ragogna-Dignano-Codroipo gewinnen, ehe sie der Feind zerstört
2. Gefechtsstreifen:
Krauß links:Colloredo (ausschl.) – Daniele Süd (einschl.) – Vacile (einschl.)
Stein links: Plaino (einschl.) – Silvella – (einschl.) – Gradiska (einschl.)
Scotti links: Eisenbahn Udine – Codroipo – (einschl.) – Casarsa – (einschl.)
3. A.O.K. am 28.10. Kneza, am 29.10. Karfreit.
Höchstkdo. Krainburg

Der italienische Generalstabschef, General Cadorna, erließ den allgemeinen Rückzugsbefehl für das italienische Isonzo-Heer. Er selbst verließ sein Hauptquartier in Udine am Nachmittag. Die Zivilbevölkerung begann ebenfalls die Stadt zu verlassen und das Durcheinander auf den Rückzugsstraßen noch zu vergrößern.

## Ablauf der folgenden Ereignisse vom 28. Oktober bis zum 11. November 1917

### 28. Oktober 1917
Am Abend begann der Angriff der 10. (k.u.k) Armee in die linke Flanke der 2. (it) Armee. Der Große Pal östlich des Plöckenpasses und Pontebba wurden erobert. Die 2. (k.u.k.) Isonzo-Armee erreichte die Linie Prepotto–Cormòns, die 1. (k.u.k.) Isonzo-Armee den Unterlauf des Isonzo.

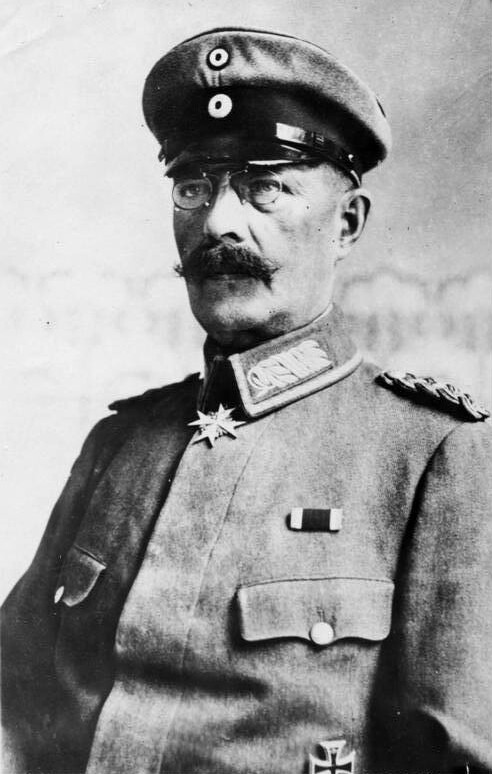
Kgl. Bay. GenLt. von Stein (Befehlshaber „Gruppe Stein“)

Zwischen dem Meer und Kärnten befanden sich die gesamten italienischen Streitkräfte auf dem Rückzug. Um 10:00 Uhr hatten die letzten Nachhuten unbehelligt den Isonzo überschritten. Die 3. (it) Armee zog sich auf die Höhe von Palmanova zurück, stark behindert durch etwa 250.000 Versprengte der 2. (it) Armee und unzählige zivile Flüchtlinge.
Am Tagliamento waren durch das Hochwasser mehrere Kriegsbrücken zerstört und weggerissen worden. Die zurückflutenden Truppenteile der 2. (it) und 3. (it) Armee konzentrierten sich daher in zwei Flügeln auf die Brücke von Pinzano im Norden und die von Codroipo im Süden. In dieses Vakuum zwischen den beiden Flüchtlingsströmen stießen die Spitzen der 14. (d/ö) Armee und standen bei Rivis kurz vor dem Tagliamento. Udine wurde an diesem Tag von der 29. (d) Infanteriedivision eingenommen.
An diesem Tag gab es ungewöhnlich starke Regenfälle, die ein kämpfendes Vorwärtskommen stark erschwerten. Die Pegel der vorher schon hochgehenden Flüsse und Bäche stiegen dadurch noch weiter. Den abziehenden Italienern standen genügend feste Brücken zur Verfügung, die sie hinter sich weitgehend zerstörten, so dass die Verfolger auf Kriegsbrücken und die nicht gänzlich zerstörten Festbrücken angewiesen waren. Erstere mussten allerdings zuerst gebaut und letztere instand gesetzt werden. Bei Salt wurde die feste Brücke über einen Sturzbach namens Torre „im brauchbaren Zustande“ eingenommen und der Torre vom (d) Reserve-Jäger-Bataillon Nr. 18 überquert. Auch im Rombon-Gebiet und im Resia-Tal fanden Kämpfe statt.

### 29. Oktober 1917
Die Armeestäbe befanden sich ab diesem Tag in Krainburg (14. (d) Armee), Tarvis (10. (k.u.k.) Armee), Ober-Loitsch (2. (k.u.k.) Isonzo-Armee), Sana (1. (k.u.k.) Isonzo-Armee), Adelsberg (Hgrp. Boroević) und in Marburg an der Drau das Kdo k.u.k. Südwestfront. Die 14. (d/ö) Armee erreichte mit Masse den Tagliamento, der weitere Vormarsch verzögerte sich jedoch zunächst, da die Truppen der Verbündeten umgruppiert und geordnet werden mussten. Die k.u.k-Verbände des linken Abschnitts (1. (k.u.k.) und 2. (k.u.k.) Isonzo-Armee) hingen noch zurück. Die 1. (k.u.k.) Isonzo-Armee hatte Schwierigkeiten bei der Überwindung des Isonzo. Die funktelegraphische Verbindung war wegen ungünstiger Witterungseinflüsse unterbrochen, man war sich im Hauptquartier der 14. (d/ö) Armee zu diesem Zeitpunkt über die Lage dieser Verbände im Unklaren. Die 2. (k.u.k.) Isonzo-Armee fand mit ihrem rechten Flügel Anschluss an die 14. (d/ö) Armee. Die 10. (k.u.k.) Armee erreichte die Linie Forni Avoltri – Rigolata – Paluzza – Paidaro – Moggio – Udinese.
Generalleutnant Albert von Berrer war an diesem Tag gefallen, den Befehl über die „Gruppe Berrer“ übernahm Generalleutnant Eberhard von Hofacker. Die 22. (k.k.) Schützendivision erhielt den Befehl, bei Tarcento eine Kriegsbrücke über den „Torrente Torre“ zu schlagen. Nach deren Fertigstellung gelangte während des Vormittags die 43. (k.k.) Schützenbrigade auf das westliche Ufer und besetzte Tarcento. Am Abend war das Panzerwerk „Chiusaforte“ im Raccolanatal durch das k.u.k. Feldjägerbataillon Nr. 30 eingenommen worden. Die 200. (d) Infanteriedivision eroberte bei Bonzicco einen Brückenkopf.
Die 7. (k.u.k.) Gebirgsbrigade rückte über die nicht vollständig gesprengte Brücke von Firmano vor und erreichte ohne Feindberührung das Gebiet um San Gottardo – La Buse dai Veris – Laipacco. In der irrigen Annahme, diese Brücke sei nicht mehr passierbar, bog die 22. (k.k.) Gebirgsbrigade über Cividale in den Raum Remanzacco – Selvis – Orzano ab. Auch diese Brigade hatte keinen Feindkontakt. Die 3. (it) Armee begann mit dem XXIII. (it) und dem XIII. (it) Korps im südlichen Bereich mit dem Übergang über den Tagliamento. Am nördlichen Flügel vermengte sich der Rückzug stark mit den ohne Ordnung zurückflutenden Teilen der 2. (it) Armee, was teilweise zu chaotischen Zuständen führte.

### 30. Oktober 1917

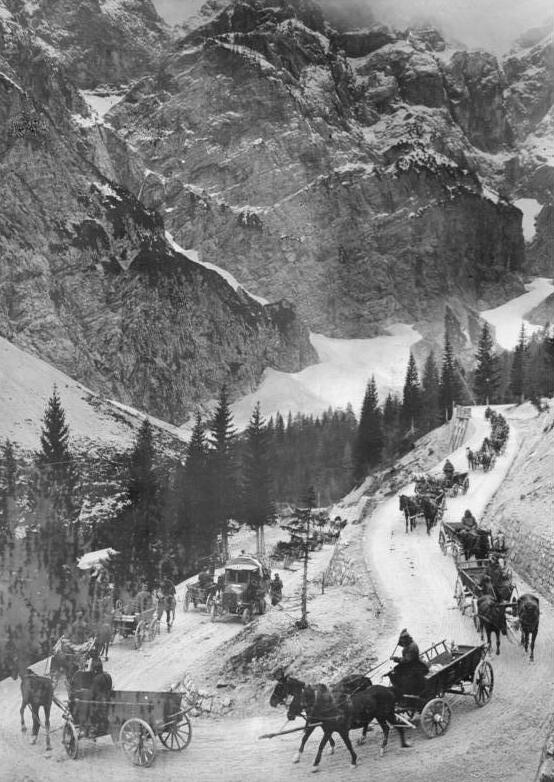
Trainkolonne am Moistroka-Pass

Der linke Flügel der 14. (d/ö) Armee schwenkte nach Südwesten ab und griff bei Codroipo und östlich davon an, um die italienischen Truppen vor dem Tagliamento abzuschneiden. Als Folge wurde die Brücke bei Codroipo gegen 14:30 Uhr gesprengt. Dadurch gerieten über 60.000 Mann des II., VI., XXIV. und XXVII. Korps der 2. (it) Armee sowie des V. und IX. Korps der 3. (it) Armee in Gefangenschaft. Die hier diszipliniert zurückmarschierenden Truppenteile der 2. (it) Armee wichen rechtzeitig nach Süden aus und überschritt zusammen mit den Resten der 3. (it) Armee (die alles schwere Gerät zurückgelassen hatte) bei Madrisio und Latisana ungehindert den Fluss.
Als Folge der nicht mit der Führung der 2. (k.u.k) Isonzo-Armee abgesprochenen Linksschwenkung der 14. (d/ö) Armee kreuzten sich die beiden Truppenkörper im Vormarsch, was zu Problemen im Feld und zu Unstimmigkeiten auf der Kommandoebene führte. Bei der 10. (k.u.k.) Armee erreichte die 22. (k.k.) Schützendivision Gemona. Dort wurde ein sich aus dem Gebirge zurückziehendes Alpini-Bataillon gefangen genommen. Die Sperrwerke von Osoppo und Ospedaletto waren bereits verlassen und wurden besetzt. Spitzen der Division erreichten den Tagliamento, auf dessen gegenüberliegendem Ufer die Ortschaften Bordano, Braulins, Trasaghis und Peonis noch von italienischen Truppen besetzt waren. Für die Gruppe Stein wurde die Verfolgung der zurückweichenden Italiener in südwestlicher Richtung befohlen. Die (k.u.k.) 50. InfTrpDiv und die (d) 12. Infanteriedivision griffen die italienischen Stellungen auf dem Monte Ragogna an. Der Ort Pozzuolo del Friuli wurde von der 10. (k.u.k.) Gebirgsbrigade eingenommen.

### 31. Oktober 1917
Die 10. (k.u.k.) Armee war auf ganzer Breite bis zum Plöckenpass auf dem Vormarsch. Italienische Truppen begannen bis hinauf nach Cortina d’Ampezzo ihr stationäres Gerät abzubauen und zurückzuschaffen. Auf der Gegenseite schloss man daraus, dass die Italiener beabsichtigten, nicht am Tagliamento stehen zu bleiben, sondern erst am Piave eine neue Front zu errichten.

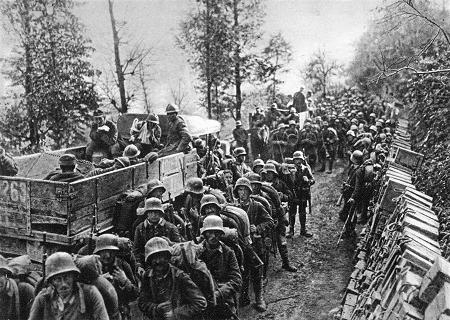
Deutsche Truppen auf dem Vormarsch

Am Spätabend stellte sich die Situation am linken Flügel der 14. (d/ö) Armee folgendermaßen dar:
- Das Alpenkorps stand östlich Dignano mit der Absicht, den Übergang über den Tagliamento zu erzwingen. Dazu stand eine große Menge an erbeutetem Brückengerät zur Verfügung.
- Die 200. (d) Infanteriedivision befand sich bei San Odorico und östlich davon
- Die 26. (d) Infanteriedivision hatte Codroipo eingenommen und versuchte, die Brücken (eine Eisenbahnbrücke,[A 18] eine Holzbrücke und eine Kriegsbrücke) intakt zu erobern.
- Die 5. (d) InfDiv kämpfte in der Linie Rivolto-Galleriano-Sclaunico. Die Artillerie litt unter Munitionsmangel.
- Die 117. (d) InfDiv Stand mit Teilen bei Pasian di Prato, bei Pozzuolo und in Udine
- Die (k.u.k.) 1. InfTrpDiv[A 19] bei Udine und in Mortigliano
- Die 28. (k.u.k) InfTrpDiv mit Teilen zwischen Pozzuolo und Udine
- Die 57. (k.u.k) InfTrpDiv mit Teilen zwischen Pozzuolo und Udine

Die 15. (k.u.k.) Gebirgsbrigade erhielt den Befehl, den Monte Ragogna einzunehmen, was aber an diesem Tag nicht mehr gelang. Dieser Berg beherrschte die Brücken von Cornino und San Pietro. Danach sollte die 5. (k.u.k.) Gebirgsbrigade den Tagliamento auf der Brücke von Cornino überschreiten und auf Pinzano vorstoßen. Im Bereich der 3. (it) Armee befanden sich zu diesem Zeitpunkt nur noch vier Infanteriebrigaden als Nachhut auf dem östlichen Ufer des Tagliamento. Sechs Infanteriebrigaden hatten sich geordnet über den Fluss zurückgezogen. Noch warteten dagegen die Teile der 2. (it) Armee mit den Resten des II., VI. und XXIV. Korps auf eine Möglichkeit zum Übergang. Wegen unzureichender Absprachen gerieten wieder Teile der 14. (d/ö) Armee und der 2. (k.u.k.) Isonzo-Armee ineinander. Gegen 17 Uhr erreichten die 60. (k.u.k.) InfTrpDiv von Süden und die 5. (d) InfDiv von Norden den Ort Roveredo. Zu nennenswerten Kämpfen kam es an diesem Tag lediglich östlich von Latisana, wo die deutsch/österreichischen Kräfte starken Druck auf die zurückweichenden Italiener ausübten.

### 1. November 1917
Die österreichisch-deutschen Truppen versuchten an diesem Tag an mehreren Stellen vergeblich den Tagliamento zu überschreiten. Frühmorgens wurde die Tagliamentobrücke bei Cornino von italienischen Pionieren gesprengt. Die Sprengungen waren jedoch nur unvollständig, so dass sich ein Bataillon des (k.u.k.) InfRgt Nr. 30 auf die unter der Brücke liegende Flussinsel vorarbeitete. Bedingt durch den starken Widerstand vom westlichen Ufer und den immer noch reißenden Fluss (obwohl der Pegel inzwischen um etwa 80 cm gefallen war) gelang kein weiteres Vordringen. Die von den Italienern nur unzureichend gesprengte Brücke bei Madrisio wurde instand gesetzt. Der Monte Ragogna wurde eingenommen, die rückwärtige Bedrohung der Flussübergänge war somit ausgeschaltet.

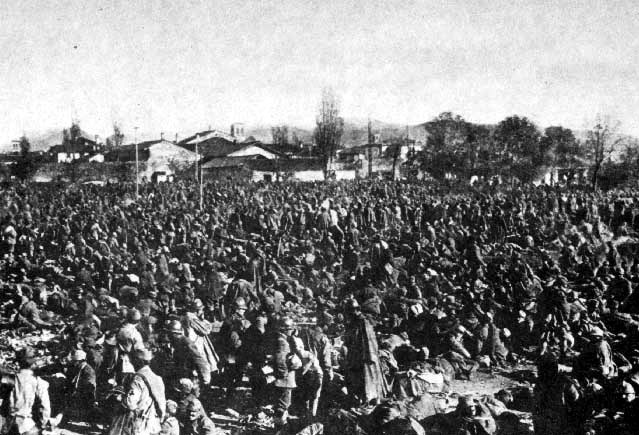
Gefangene Italiener in Cividale

Die gesprengte Brücke bei Pinzano war vorläufig nicht wieder benutzbar. Dieser Flussübergang fiel somit zunächst aus. Die weniger schlagkräftige 10. (k.u.k) Armee rückte nur stockend vor und verhinderte dadurch die Eroberung des Panzerwerks „Monte Festa“, das das für den Nachschub wichtige Fellatal sperrte. Daraufhin wurde umgruppiert und die 10. (k.u.k) Armee erhielt die (k.u.k.) Edelweiß-Division und die 22. (k.k.) Schützendivision zugeteilt. Versuche der (d) Jäger-Division, den Fluss bei Braulins zu überqueren, scheiterten am Feindwiderstand und der immer noch reißenden Strömung. Den ganzen Tag über erfolgten Verschiebungen und Umgruppierungen, um die durcheinandergeratenen Truppenteile in ihre zugewiesenen Gefechtsabschnitte einzuweisen. Nach hartnäckigem Widerstand im Häuserkampf erreichte die 10. (k.u.k.) InfTrpDiv in Latisana die bereits gesprengten Brücken.

### 2. November 1917
Auf dringliche Forderungen des AOK 14 begannen an diesem Tag die 50. (k.u.k.) InfTrpDiv und die 55. (k.u.k.) InfTrpDiv (General d. Inf. Krauß) mit Versuchen, den Tagliamento zu überqueren. Die 55. (k.u.k.) InfTrpDiv trat dazu bei Cornio, die 50. (k.u.k.) InfTrpDiv bei Pontaiba an, wo die Holzbrücke ungenügend zerstört und wieder begehbar zu machen war. Die 55. (k.u.k.) InfTrpDiv würde von den nachfolgenden 22. (k.k.) Schützendivision und der (k.u.k.) Edelweiß-Division unterstützt. Die (d) Jäger-Division sollte bei Braulins den Fluss überqueren und von dort aus die 55. (k.u.k.) InfTrpDiv unterstützen. Nach mehreren missglückten Versuchen bei Codroipo und Madrisio überquerte das IV. Bataillon des bosnisch-herzegowinischen Infanterieregiments Nr. 2, den Fluss gegen 18:00 Uhr auf einer wiederhergestellten Brücke und bildete einen Brückenkopf zu. Bis zum späten Abend wurde der Brückenkopf ausgeweitet, stand aber die ganze Nacht über unter starken italienischen Gegenangriffen, die nur mit Mühe abgewiesen wurden. Am oberen Tagliamento machte die 10. (k.u.k.) Armee erhebliche Fortschritte. Die 1. (k.u.k.) und die 2. (k.u.k.) Isonzo-Armee waren den ganzen Tag mit dem Umgruppieren ihrer Verbände beschäftigt und traten dadurch auf der Stelle. Der Versuch der 50. (k.u.k.) InfTrpDiv, bei Pontaiba überzusetzen, scheiterte an der Strömung, die den Bau von Schwimmbrücken nicht zuließ.

### 3. November 1917
Bis zum Abend waren die Umgruppierungen abgeschlossen. Neue Angriffe sollten jedoch erst nach dem Nachziehen der schweren Artillerie erfolgen. Dessen ungeachtet brach am Morgen die 38. (k.u.k.) Infanteriebrigade unter Oberst Graf Zedtwitz aus dem Brückenkopf aus, drang über den Torrento Pontaiba vor und besetzten den Monte Santos bei Manazzos. Die Übergangsstellen über den Tagliamento waren damit gesichert. Die Feindaufklärung fing Telegramme von General Cadorna ab, mit denen er, in Unkenntnis der tatsächlichen Lage, immer noch versuchte, die Front am Tagliamento zu stabilisieren. An Truppen stand ihm im Zentrum lediglich das Korps des Generalleutnant di Giorgio, bestehend aus den Resten der 20. (ital.) Infanteriedivision bei Ragogna und der 33. (ital.) Infanteriedivision bei Pinzano, zur Verfügung. Der für diesen Zeitpunkt geplante Abzug von zunächst fünf deutschen Divisionen wurde zurückgestellt. Die Versuche, den Tagliamento bei Amaro, Venzone und Braulins zu überqueren, brach die deutsche Jäger-Division ergebnislos ab. Sie erhielt nunmehr den Befehl den Fluss bei Cornino zu passieren. Die nach Norden zur Unterstützung der 10. (k.u.k.) Armee in Marsch gesetzte 22. (k.k.) Schützendivision wurde zurückgerufen, um der 55. (k.u.k.) InfTrpDiv über den Tagliamento zu folgen.

### 4. November 1917

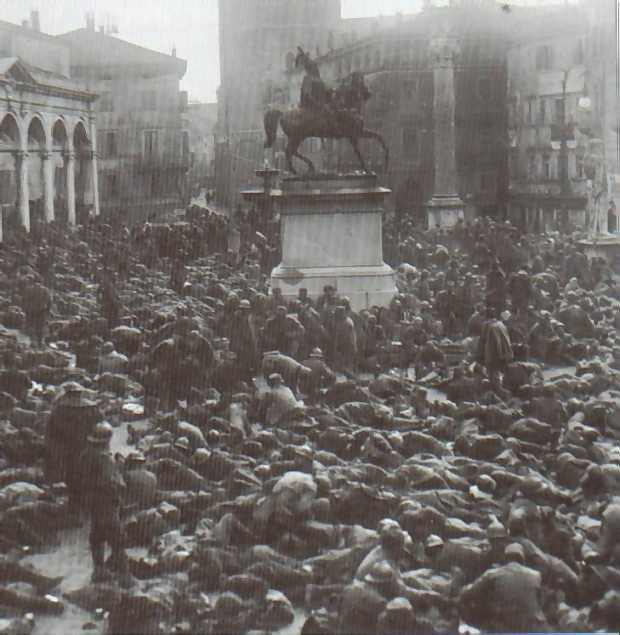
Italienische Gefangene in Udine

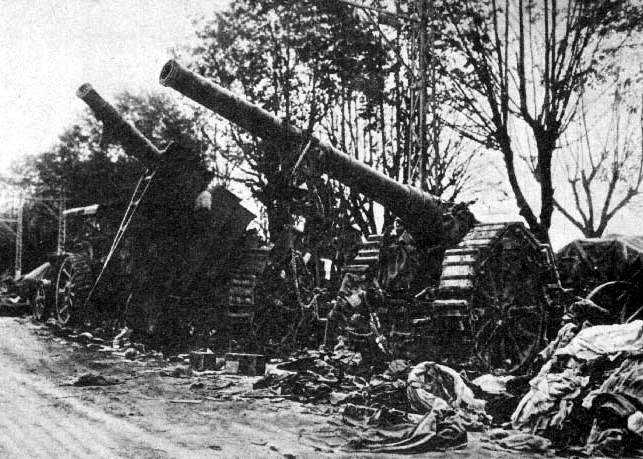
Zurückgelassenes italienisches Material

Im Verlauf des Vormittags drangen Österreicher und Deutsche bis an den Torrente Arzino vor und besetzten die Brücken. Durch selbständiges Vorgehen überschritten sie auch den Torrente Pontaiba. Der Befehlshaber der 14. (d/ö) Armee, General d. Inf. von Below, trug dem Oberbefehlshaber der k.u.k. Südwestfront, Erzherzog Eugen, seine Absicht vor, das Operationsziel bis an die Etsch auszudehnen. Dieser hielt jedoch an der Piave als größtmöglichem Geländegewinn fest. Des Weiteren wurde das Eingreifen der 11. (k.u.k.) Armee aus dem Trentino besprochen, zu der von Below glaubte, größere Kräfte abgeben zu können. Von Below wollte möglichst bald von Belluno aus über das westliche Piaveufer vordringen, um dann nach Süden abzudrehen, während gleichzeitig die 11. (k.u.k.) Armee Rückendeckung gewähren sollte. Gleichzeitig wurde eine eventuelle amphibische Landung hinter der Piavemündung besprochen. Nunmehriges Fernziel sollten die Etsch und Verona sein.
Der Versuch der 216. (d) InfBrig, den Tagliamento bei Tolmezzo zu überschreiten, scheiterte am Widerstand der auf dem Westufer stehenden 36. (it) Infanteriedivision und 63. (it) Infanteriedivision. Abgefangene Funknachrichten des italienischen Oberkommandos sagten aus, dass die 4. (it) Armee den rechten Flügel der 14. (d) Armee aus Norden her anzugreifen habe. Die 55. (k.u.k.) InfTrpDiv überquerte den Tagliamento bei Cornino. Hinter ihr folgten Teile der (d) Jägerdivision mit dem Garde-Reserve-Jäger-Bataillon und dem Garde-Reserve-Schützen-Bataillon.

### 5. November 1917
Wohl auch durch den ständigen Rückgang des Hochwassers gelang es der 9. (k.u.k.) InfTrpDiv gegen 21:00 Uhr, bei schwacher Abwehr den Tagliamento bei Codroipo zu überqueren. Ab etwa 03:00 Uhr wurde dieser Brückenkopf ausgebaut und Verstärkungen nachgeführt. Ein großer Teil der das Westufer verteidigenden italienischen Soldaten wurde gefangen genommen. Die 22. (k.k.) Schützendivision überquerte am Morgen bei Cornino den Tagliamento. In Treviso wurde das Hauptquartier der „Gruppe Krauß“ eingerichtet. Die 12. (d) InfDiv und Teile der 50. (k.u.k.) InfTrpDiv weiteten den bei Pinzano geschaffenen Brückenkopf nach Westen und Süden aus. Von der 11. (k.u.k.) Armee wurde gemeldet, dass die Italiener das Gebiet der Drei Zinnen, der Tofana Gruppe mit Cortina d’Ampezzo sowie südlich von Arabba bis zum Rolle-Pass räumen würden. Ein Befehl des Oberkommandos der Südwestfront verlangte die unausgesetzte Verfolgung über die Piave hinaus sowie die Brenta als operatives Ziel. Von der Einkesselung bedrohte Teile der 4. (it) Armee setzten sich nach Südwesten in Bewegung und versuchten Anschluss an die zurückgehenden Verbände der 2. (it) Armee zu gewinnen. Die deutsche Jägerdivision brachte diese Bewegung nach schweren Kämpfen bei Gerchia zum Stehen. Bis zum Abend befanden sich die italienischen Truppen der Dolomitenfront bis zum Colbricon auf dem Rückzug. Österreich-Ungarische Truppen besetzten Cortina d’Ampezzo und Tredolo. Die 1. (k.u.k.) und 2. (k.u.k.) Isonzo-Armee überquerten den nur noch schwach verteidigten Tagliamento und erreichten die Linie Azzano Decimo – Villotta – Pramaggiore – Belflore – Lison.

### 6. November 1917
Der linke Flügel der 10. (k.u.k.) Armee setzte die Verfolgung im Gebirge fort. Die 59. (k.u.k.) GebBrig und die 216. (k.u.k.) InfBrig erreichten Tramonti. Die deutsche Jägerdivision wehrte starke italienische Gegenangriffe im Raum Gerchia ab und griff dann ihrerseits die 36. (it) InfDiv an. Bis zum Abend stießen die Jäger bis in den Raum Pielungo – Palamagior und mit einzelnen Abteilungen bis Palazzo Ceonis vor. An diesem Tag wurden etwa 4.000 Gefangene gemacht und eine große Menge an Material erbeutet.

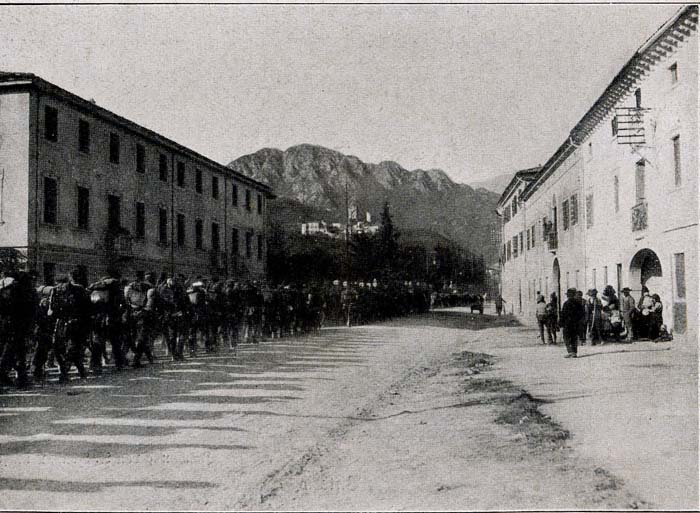
Deutsche Truppen marschieren durch die Stadt Vittorio

Bei der „Gruppe Krauß“ erreichten die 55. (k.u.k.) und die 50. (k.u.k.) InfTrpDiv ihre Marschziele in Malnisio bzw. Montereale, ohne auf größeren Widerstand zu stoßen. Die 22. (k.k.) SchützenDiv erreichte Meduno und erhielt dort den Befehl, über das Gebirge auf Belluno vorzugehen. Die 55. (k.u.k.) und die 50. (k.u.k.) InfTrpDiv erhielten den Auftrag, entlang des Torrente Cellina den Vormarsch auf Vittorio fortzusetzen. Die 12. (d) InfDiv setzte die Verfolgung fort und erreichte in drei Kolonnen marschierend die Livenza-Übergänge bei Fiaschetti, Sacile und Carolana. Alle Brücken waren jedoch zerstört worden.
Die 13. (k.k.) SchützenDiv überschritt den Tagliamento und drang bis Vivaro vor. Inzwischen waren die Truppen der italienischen Tirolfront bis zum Valsugana zurückgewichen. Das AOK 14 hatte vor, die sich vom Valsugana über das Grappa-Massiv zum Piave langsam bildende feindliche Front an der schwächsten Stelle zwischen Brenta und Piave anzugreifen und dort durchzustoßen. Die 10. (k.u.k.) Armee rückte im Gebirge weiter vor, die 1. (k.u.k.) und 2. (k.u.k.) Isonzo-Armee erreichten in der Ebene die Livenza.

### 7. November 1917
Erste Meldungen über das Auftauchen von englischen und französischen Divisionen bei Conegliano und Treviso erreichten das AOK 14.

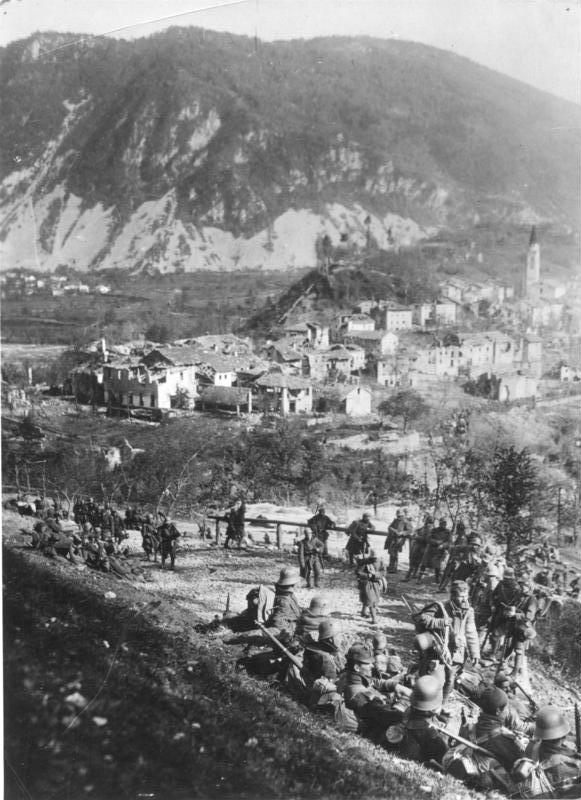
Rastende k.u.k.-Truppen im Isonzotal

Die „Gruppe Krauß“ erhielt den Befehl, noch vor der 10. (k.u.k) Armee bis Longarone und Belluno vorzudringen und den Angriff der 14 (d/ö) Armee auf den Piave durch einen Angriff auf Feltre zu unterstützen. Die „Gruppe Scotti“ sollte am Gebirgsfuß gegen den Piave vorrücken. Die italienische Tirolfront wich vor der nachdrängenden 11. (k.u.k.) Armee weiter zurück. Primör, das Cordevole- und Boite-Tal sowie Auronzo wurden eingenommen.
Das Panzerwerk „Monte Festa“ ergab sich, nachdem ein Ausbruchsversuch der Besatzung gescheitert war. Die Radfahr-Kompanie des (d) Reserve-Jäger-Bataillons Nr. 8 nahm bei einer eigenen Stärke von 60 Mann bei Tramonti ein 3.000 Mann starkes italienisches Infanterieregiment mit 22 Maschinengewehren und zwei Revolverkanonen gefangen. Die 117. (d) InfDiv erkämpfte gegen hinhaltenden Widerstand bei Brugnera den Übergang über die Livenza. Am Abend bildete sie auf dem westlichen Ufer einen Brückenkopf. Die 1. (k.u.k.) und 2. (k.u.k.) Isonzo-Armee überquerten die Livenza.

### 8. November 1917
Wegen des erwarteten heftigen Widerstandes hinter Vittorio wurden dort die Truppen durch das Nachziehen schwerer Artillerie, der 1. (k.u.k.) InfTrp Div und der 5. (d) InfDiv verstärkt. Das I. (k.u.k.) Korps erhielt den Befehl, über Longarone und Belluno auf Feltre vorzugehen. Die 15. (k.u.k.) GebBrig erreichte Vittorio und drang weiter nach Westen vor, um möglichst eine oder mehrere Piavebrücken in die Hand zu bekommen. Der Vormarsch blieb jedoch bei Revine Lago stecken. Südlich der (d/ö) 14. Armee erreichten die 1. (k.u.k.) und 2. (k.u.k.) Isonzo-Armee den Monticano-Abschnitt.

### 9. November 1917

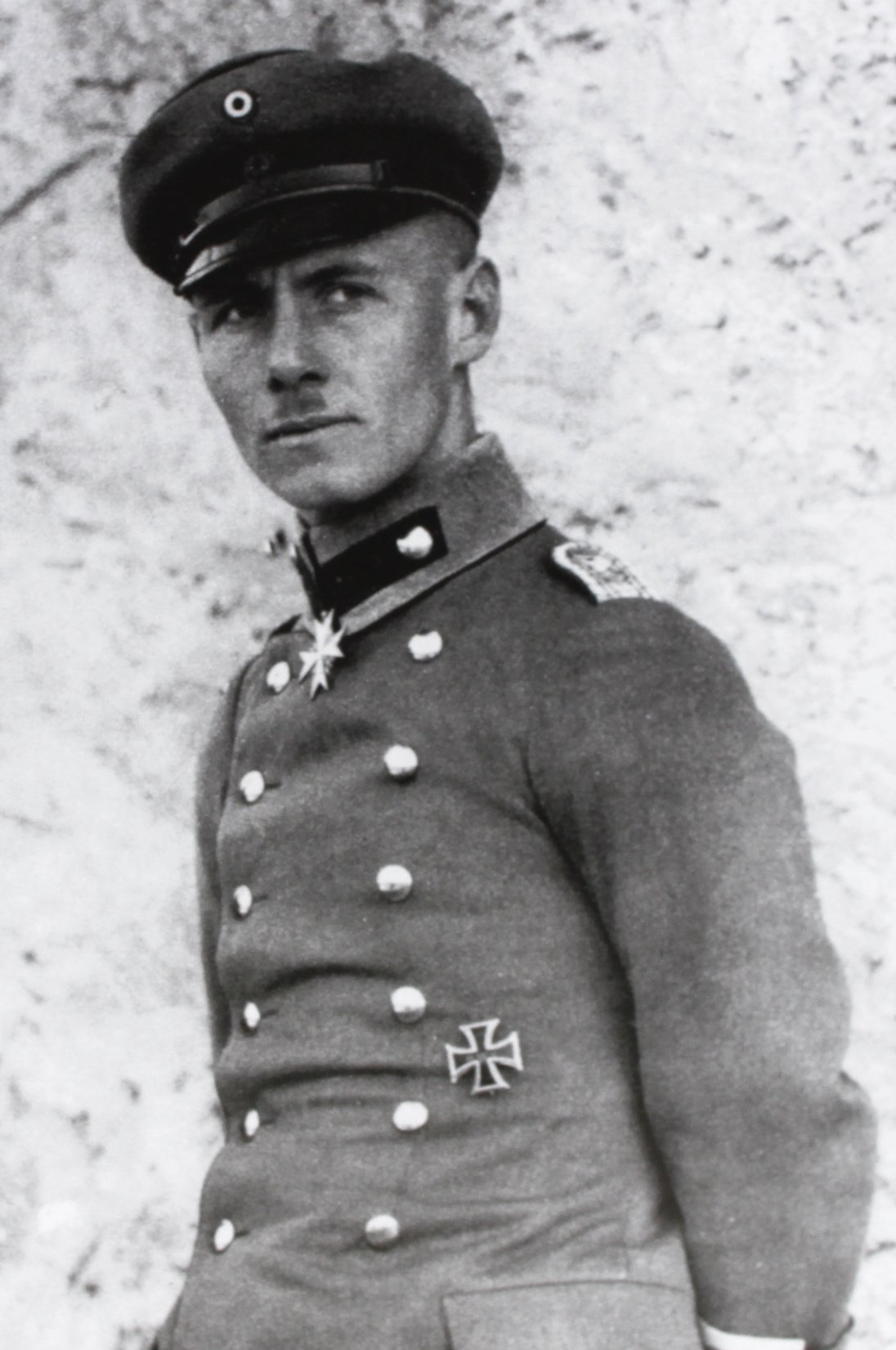
Erwin Rommel als Offizier der württembergischen Armee an der Isonzofront 1917

Eine Kompanie des Württembergischen Gebirgsbataillons unter Oberleutnant Erwin Rommel und eine Kompanie des (k.k.) slowenischen Schützenregiments „Marburg“ Nr. 26 überquerten südlich Longarone den Piave auf einem Wehr und errichteten einen Brückenkopf auf dem westlichen Ufer. Der Kommandant der 22. (k.k.) Schützendivision, Generalmajor Müller, schob sofort Verstärkungen nach, sodass dieser Brückenkopf gegen italienische Angriffe gehalten werden konnte.
Die Spitzen der 10. (k.u.k.) Armee hatten inzwischen das östliche Piaveufer bei Codissaga (nördlich von Longarone) erreicht und schossen von dort auf die zusammengedrängten italienischen Truppen in der Stadt. Die 55. (k.u.k.) InfTrpDiv trat um sieben Uhr von Vittorio aus den Vormarsch gegen Belluno an. Bei Fadalto blieb dieser jedoch zunächst vor einer italienischen Riegelstellung liegen und konnte auch bis zum Abend nicht fortgesetzt werden.
Die 117. (d) InfDiv erreichte mit Teilen gegen 15 Uhr den Piave und wurde vom gegenüberliegenden Ufer mit Artillerie beschossen. Die 200. (d) InfDiv überschritt als Armeereserve den Tagliamento bei Bonzicco und hielt zunächst im Raum Pordenone – Pozzo an. Die 1. (k.u.k.) InfTrpDiv verlegte in den Raum Flaibano – Plasencis, die 5. (d) InfDiv, sowie die 4. (k.u.k) und die 33. (k.u.k.) InfTrpDiv verblieben in ihren Verfügungsräumen westlich und östlich von Udine. Im Bereich der „Heeresgruppe Conrad“ (11. (k.u.k.) Armee) räumten die Italiener ihre Stellungen im Raum Asiago. Nördlich des Valsugana zogen sie sich in den Bereich östlich Castello Tesino zurück. Die 1. (k.u.k.) und 2. (k.u.k.) Isonzo-Armee erreichten nach Kämpfen mit italienischen Nachhuten den Piave.

### 10. November 1917
Das Württembergische Gebirgsbataillon als Vorhut der 22. (k.k.) Schützendivision erreichte Belluno. Die Division selbst traf am Abend ebenfalls dort ein. Die Edelweiß-Division wurde nach Longarone beordert, um dort den Rücken der 22. (k.k.) Schützendivision gegen aus dem Norden anrückende italienische Verbände zu decken. Die 55. (k.u.k.) InfTrpDiv marschierte bis Castione gegenüber Belluno. Die Piavebrücken waren jedoch dort, bei Ponte nelle alpi und Cesana bereits gesprengt. Die 50. (k.u.k) InfTrpDiv gelangte bei Bas und San Vito an den Piave. Wegen der gesprengten Brücken und des heftigen Artilleriefeuers unterblieb der Versuch, den Fluss zu überqueren. Bei Vidor versuchte die 12. (d) InfDiv, den einen italienischen Brückenkopf einzudrücken und gleichzeitig mit Masse über die Brücke vorzudringen. Starke italienische Gegenwehr – unterstützt von massivem Artilleriefeuer – verhinderte dieses Vorhaben. In der Nacht wurde der Brückenkopf jedoch aufgegeben und die Brücke gesprengt.
Die 13. (k.k.) Schützendivision erreichte bei Nervesa den Fluss und entwickelte sich in ganzer Breite auf dem östlichen Ufer. Dabei wurden auf der gegenüberliegenden Seite starke feindliche Kräfte und Feldbefestigungen erkannt. Das Oberkommando ging davon aus, dass am Piave nun doch mit erheblichem Widerstand zu rechnen sein würde. Des Weiteren drohte eine Überdehnung der Nachschublinien, da sich der letzte nutzbare Bahnhof in San Lucia bei Tolmein befand. Gleichwohl stand die „Gruppe Krauß“ (noch vor den Einheiten der 10. (k.u.k.) Armee) auf beiden Seiten des Flusses und war bereit, flussabwärts die italienischen Stellungen flankierend aufzurollen. Allerdings befand sich südlich von Feltre das Grappa-Massiv, was sich dann als unüberwindbares Hindernis herausstellen sollte. Die italienischen Einheiten hatten das Becken von Feltre bereits unter Zurücklassung nahezu der gesamten Ausrüstung geräumt und sich so der Umklammerung entzogen. Die nachdrängende (k.u.k.) 10. Armee unter Generaloberst von Krobatin und (k.u.k.) 11. Armee unter Feldmarschall Conrad von Hötzendorf durchbrachen die italienischen Sperrriegel bei Pieve di Cadore und im Val Sugana, kamen jedoch über die Linie Asiago – Monte Baldo nicht hinaus. Der Mangel an Artilleriemunition bewog die Führung, von einem gewaltsamen Vordringen über den Piave auf breiter Front abzusehen.

### 11. November 1917
Am 11. November wurde der Fluss Piave an mehreren Stellen überschritten und auf dem westlichen Ufer wurden Brückenköpfe eingerichtet. Ein weiteres Vordringen war jedoch nicht mehr möglich.

## Ausklingen der Offensive vom 12. November bis 3. Dezember 1917
Insbesondere durch den Mangel an Artilleriemunition zur Unterstützung eines weiteren Angriffs über den Piave hinaus kam die Offensive zum Stillstand. Es folgten bis Ende des Monats weitere verlustreiche Versuche, das Grappa-Massiv zu erobern. Diese hatten jedoch gegen die stark ausgebauten Gebirgsstellungen keinen Erfolg. Auch die 11. (k.u.k.) Armee kam nicht weiter vorwärts. Beides wäre jedoch nötig gewesen, um die italienische Verteidigungsstellung am Piave von Norden her zum Einsturz zu bringen und so Vicenza, Padua und letztendlich Venedig zu bedrohen. Am 29. November 1917 entschloss sich das Oberkommando der Südwestfront zum Einstellen der Offensivbewegungen.
Dieser Befehl wurde am 3. Dezember 1917 erlassen. Die Umstände sind bis heute nicht geklärt, eine Rolle dürfte jedoch die schlechte allgemeine Versorgungslage gespielt haben. Die Brückenköpfe am Westufer des Piave wurden aufgegeben, die k.u.k.-Truppen zogen sich auf das Ostufer zurück und gingen in den Stellungskrieg über. Der größte Teil der italienischen Armee war zu diesem Zeitpunkt völlig demoralisiert und am Ende. Sie hatte jedoch begonnen, am Piave frische Truppen einzusetzen, die an dem vorhergegangenen Desaster nicht beteiligt gewesen waren und deren Widerstand sich zusehends versteifte, je mehr sich die Front dem italienischen Kernland näherte. Die sofort einsetzenden alliierten Verstärkungen und der Materialnachschub kamen zu diesem Zeitpunkt noch nicht zur Entfaltung. Mit Hilfe der USA wurden dann aber die existenzbedrohenden italienischen Materialverluste schnell wieder ausgeglichen. Mithilfe der englischen und französischen Unterstützungsdivisionen richtete sich die italienische Armee wieder auf.

## Italienische Verluste

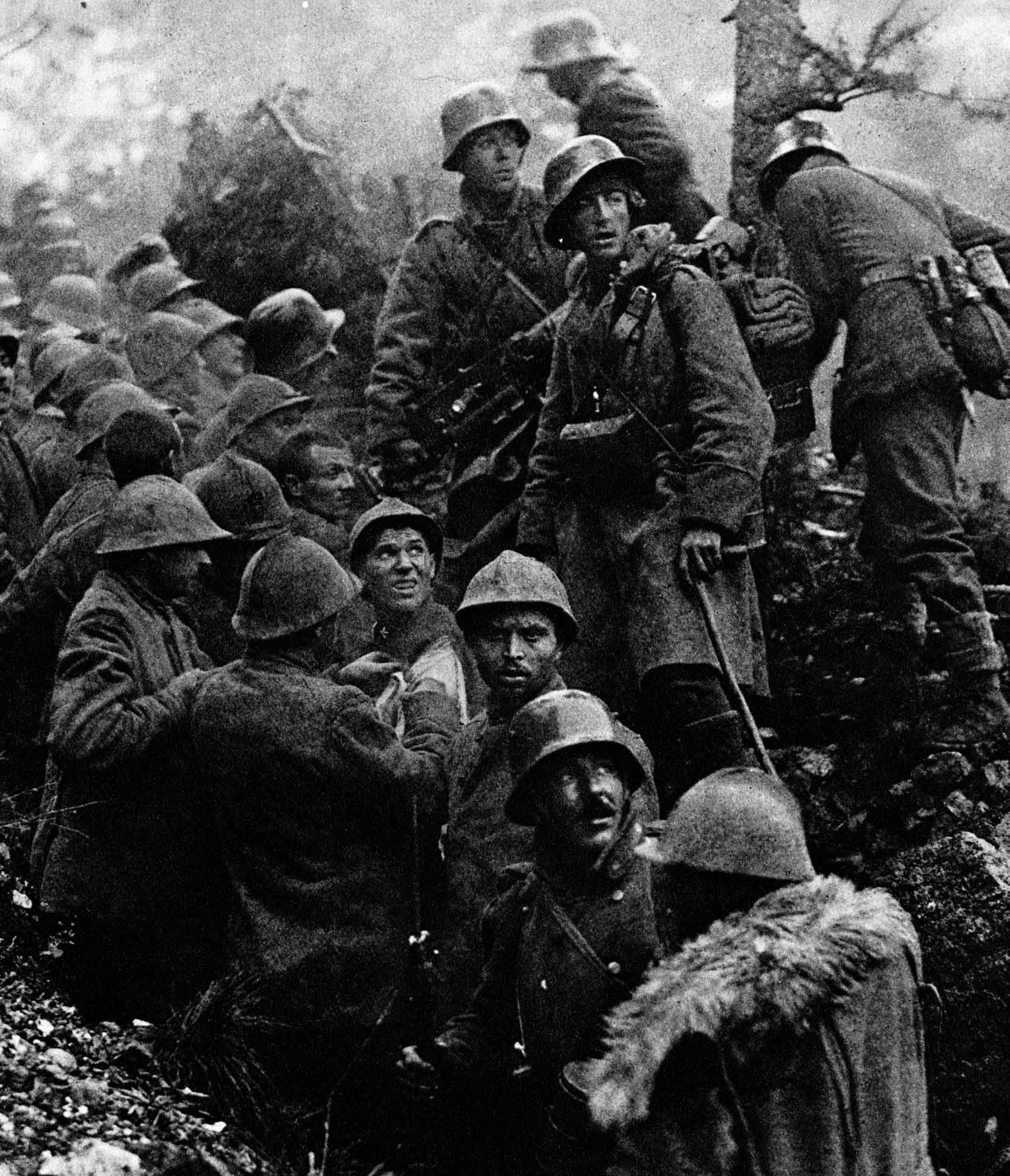
Österreich-ungarische Soldaten mit italienischen Gefangenen

Die Angaben über die italienischen Verluste während der Zwölften Isonzoschlacht und den unmittelbar darauffolgenden Kämpfen variieren stark. Sie beziehen sich in manchen Quellen nur auf die Verluste der am stärksten betroffenen 2. (it) Armee, ohne die ebenfalls involvierte 3. (it) Armee zu berücksichtigen. Sie sind daher oftmals zu niedrig angesetzt, andererseits sind die Verlustzahlen in der italienischen Literatur der faschistischen Mussolini-Ära nicht selten extrem niedrig beziffert.
Die italienischen Verluste von Menschen und Material wurden 1918 von einer Kommission des k.u.k. Evidenzbureaus unter der Leitung von Oberst Ritter von Pohl für den Zeitraum 20. Oktober 1917 bis 20. November 1917 wie folgt eruiert:
- Personalverluste:
zwischen 10.000 und 13.000 Gefallene[A 27]
ca. 30.000 Verwundete[A 28]
ca. 300.000 Versprengte[A 29][A 28]
ca. 66.000 Deserteure[A 28]
298.745 Gefangene + 6220 Überläufer[A 30]

Gesamtverluste (wenn auch nur temporär) ca. 714.000 Mann. Das entsprach bei einer Truppenstärke von ca. 667.000 Mann bei der 2. (it) Armee und ca. 207.000 Mann bei der 3. (it) Armee einem Prozentsatz von 84 %.
- Materialverluste:
3512 Geschütze aller Kaliber[5]
1732 Minenwerfer aller Kaliber
2899 Maschinengewehre[A 32]
ca. 300.000 Gewehre[A 32]
eine nicht mehr feststellbare[A 33] Menge an Pionier-[A 34] und Traingerät,[A 35] Kleidung und Ausrüstung,[A 36] Munition, Verpflegung und Schlachtvieh

Ausgewertet wurden:
- Italienische Berichte in Presse und sonstige Bekanntmachungen (amtliche Verlustlisten)
- Listen der Gefangenensammelstellen und Kriegsgefangenenlager
- Berichte der Feldpolizei
- Berichte der Truppenteile
- Berichte der Beuteoffiziere
- Berichte der Kriegsgräberkommissionen

## Politische Folgen
Die italienische Regierung erwog im November eine Umsiedlung nach Neapel, da sich westlich des Piave zunächst ein militärisches Vakuum aufgetan hatte. Eine Untersuchungskommission deckte die Mängel auf, die zu dieser militärischen Katastrophe geführt hatten, und brachte teilweise umfassendes Versagen in Organisation und Führung zum Vorschein. Generalstabschef Luigi Cadorna wurde in den auf der alliierten Konferenz in Rapallo vom 5. bis 7. November 1917 geschaffenen Obersten Kriegsrat der Alliierten wegkomplimentiert. Im Jahr 1919 kassierte das Parlament seinen Rang und strich seine Bezüge. Er erhielt beides 1924 von Mussolini zurück. Cadornas Nachfolger als Generalstabschef wurde Armando Diaz.
Erst die Niederlage von Caporetto bewog die italienische Politik von den Forderungen des Londoner Vertrags etwas abzugehen und eine Verständigung mit Serbien und dem Südslawischen Komitee unter Ante Trumbić zu suchen. Das offizielle Italien überging – vor allem unter Benito Mussolini – die „Schmach von Caporetto“ mit Schweigen. Für den Diktator war die Niederlage ein Beweis für die Schwäche und Krankheit des liberalen Italien, gegen die er mit einem „Kult der Gewalt“ vorgehen wollte. „Caporetto“ wurde schließlich zum Synonym für eine „schwere Niederlage“. Mussolini selber bezeichnete den gescheiterten Generalstreik in Italien 1922 als das „Caporetto des italienischen Sozialismus“.

## Schlussbetrachtung
Die Zwölfte Isonzoschlacht war keinesfalls als Durchbruchschlacht geplant, sondern sollte lediglich der Entlastung der äußerst bedrängten Isonzofront dienen, so dass die österreichisch-ungarische Führung von dem anfänglichen Erfolg völlig überrascht wurde. Bei anderer Vorbereitung und mehr Ressourcen sowie einer daraus resultierenden anderen Zielsetzung hätte die ernsthafte Gefahr für Italien bestanden, dass die Zangenbewegung aus dem Trentino nach Süden vollendet worden wäre. Damit wäre auch die 4. italienische Armee vernichtet worden, was für Italien die endgültige Niederlage bedeutet hätte. Deshalb war die Schlacht insgesamt aus Sicht der Angreifer rückblickend ein strategisches Versagen, ähnlich wie bereits 1916 die Südtiroloffensive.
Paul von Hindenburg schreibt in seinen Kriegserinnerungen, er hätte es bevorzugt, wenn man gleichzeitig durch Judikarien auf den Gardasee und Richtung Mailand vorgestoßen wäre. Er habe sich jedoch beim k.u.k. Oberkommando damit nicht durchsetzen können. Ein solches massives Eingreifen auf beiden Flügeln der Front hätte Italien militärisch nicht überstehen können. Trotzdem wurden zur Unterstützung der italienischen Seite mehrere britische und französische Divisionen, insgesamt 240.000 Mann, nach Italien verlegt. So wurde ein Auseinanderfallen des italienischen Heeres und ein Ausscheiden Italiens aus dem Krieg verhindert (hierzu vgl. „Erste Piaveschlacht“). In diesem Falle hätte die Entente nicht nur Russland, das in der Folge der Oktoberrevolution aus dem Weltkrieg ausschied, sondern auch Italien verloren.
Verschiedene Autoren – zum Beispiel Heinz Lichem – bewerteten das Anhalten der Offensive am Piave als nicht nachvollziehbaren Fehler. Allerdings waren die österreichisch-deutschen Truppen nach den vorangegangenen Kämpfen und weiten Märschen erschöpft und ihre Nachschublinien überdehnt. Zugleich hatte der erzwungene Rückzug für die Italiener den Vorteil, dass er die Front um etwa 240 Kilometer verkürzte. Dadurch frei gewordene Truppenteile konnte die italienische Führung sofort am Piave und am Monte Grappa einsetzen. Ein Großteil der in der Zwölften Isonzoschlacht erzielten Gebietsgewinne der Mittelmächte gingen auf Grund der rapiden Verschlechterung ihrer militärischen Stärke im Oktober/November 1918 wieder verloren (hierzu vgl. „Dritte Piaveschlacht“).

## Aufstellung 14. Armee und 2. (it) Armee

### Deutschland/Österreich-Ungarn
14. Armee
Armeeoberkommando: General der Infanterie Otto von Below

Chef des Stabes: Generalleutnant Konrad Krafft von Dellmensingen

Höherer Artilleriekommandeur: Generalmajor Richard von Berendt

Stabssitz: Gorenji Log
- I. k.u.k. Korps (Gruppe Krauß – General der Infanterie Alfred Krauß)
  - Stabssitz: Am Monte Nero (Krn)
  - 3. k.u.k. Infanterie-Truppendivision „Edelweiß-Division“ (Generalmajor Heinrich Wieden Edler von Alpenbach)
  - 22. k.k. Schützendivision (Generalmajor Rudolf Müller)
  - 55. k.u.k. Infanterie-Truppendivision (Generalmajor Felix Prinz zu Schwarzenberg)
  - Deutsche Jägerdivision (Oberst Georg von Wodkte)

- Kgl. Bay. III. Armeekorps (Gruppe Stein – Generalleutnant Hermann Freiherr von Stein)
  - Stabssitz: Mengore
  - 50. k.u.k. Infanterie-Truppendivision (Generalmajor Karl Gerabek)
  - 12. (d) Infanteriedivision (Generalmajor Arnold Lequis)
  - 117. (d) Infanteriedivision (Generalmajor Paul Seydel)
  - Deutsches Alpenkorps (Generalmajor Ludwig von Tutschek)

- Generalkommando 51 (d) (Gruppe Berrer – Generalleutnant Albert von Berrer)
  - Stabssitz: Santa Lucia d’Isonzo
  - 26. (d) Infanteriedivision (Generalleutnant Eberhard von Hofacker)
  - 200. (d) Infanteriedivision (Generalmajor Ernst von Below)

- XV. k.u.k. Korps (Gruppe Scotti – Feldmarschallleutnant[A 37] Karl Scotti)
  - Stabssitz: Santa Lucia d’Isonzo
  - 1. k.u.k. Infanterie-Truppendivision (Feldmarschallleutnant Joseph Metzger)
  - 5. (d) Infanteriedivision (Generalmajor Hasso Georg von Wedel)

- Armeereserve
  - 4. k.u.k. Infanterie-Truppendivision (Feldmarschallleutnant Alfred Pfeffer von Ehrenstein)
  - 13. k.u.k. Infanterie-Truppendivision (Feldmarschallleutnant Franz Kalser von Maasfeld)
  - 33. k.u.k. Infanterie-Truppendivision (Generalmajor Artur Iwanski von Iwanina)

- Der 14. Armee in der Folgezeit noch zugewiesene Großverbände
  - 35. k.u.k. Infanterie-Truppendivision (Feldmarschallleutnant Eugen von Podhoransky)
  - 94. k.u.k. Infanterie-Truppendivision (Feldmarschallleutnant Marcel Lawrowski)

- Stärke:

98.400 Soldaten (nur Infanterie)
164 Bataillone (einschl. 65 deutsche)
1.759 Geschütze aller Kaliber

### Italien
2ª Armata (2. Armee)

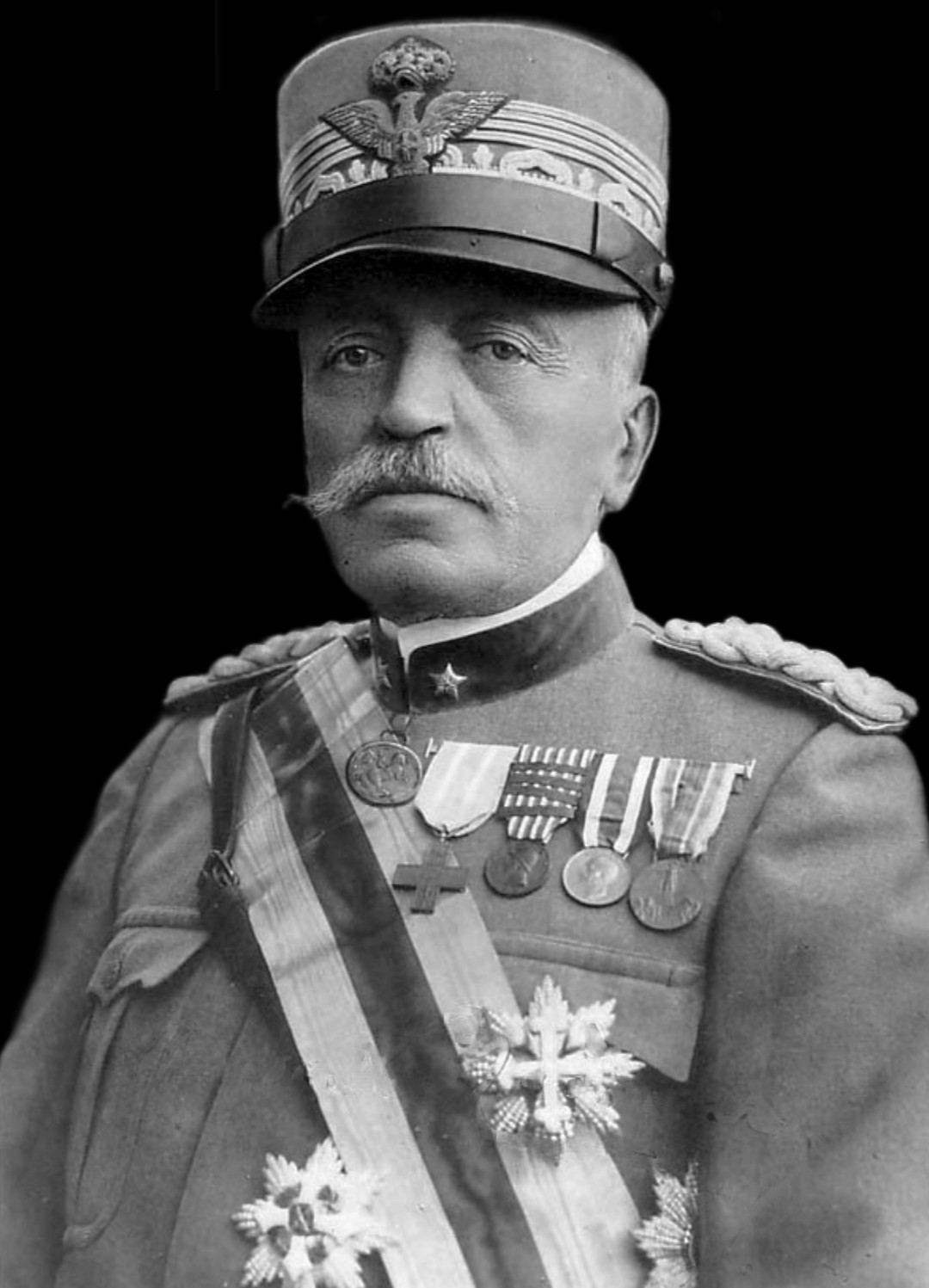
General Luigi Cadorna

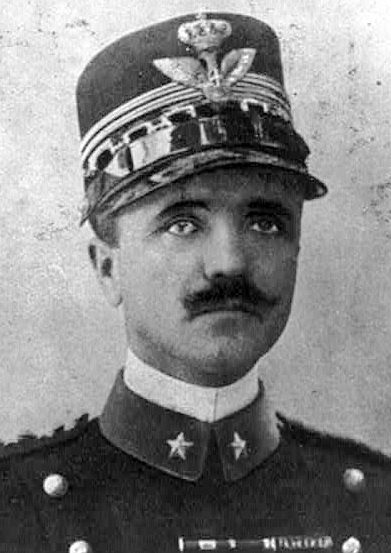
Pietro Badoglio, Kommandeur des XXVII. (it) Korps

Comandante in capo: (Oberbefehlshaber) Generalleutnant Luigi Capello

Stabschef: Oberst Silvio Egidi

Stabssitz: Am Monte Rombon in Vipacco
Erste Linie
- IV Corpo d’armata (IV. Armeekorps) Generalleutnant Alberto Cavaciocchi
- Stabssitz: Am Monte Rombon in Dolje
- 50ª Divisione (50. Infanteriedivision) Generalmajor Giovanni Arrighi

Brigata (Brigade) „Friuli“ – 87. und 88. Infanterieregiment
Brigata „Foggia“ – 280. Infanterieregiment
Battaglioni alpini (Alpinibataillone) „Borgo S. Dalmazzo“, „Dronero“ und „Saluzzo“
2º Gruppo alpini – (2. Alpinigruppe) mit den Alpinibatillonen „Ceva“, „Mondovì“ und „Monviso“
- 43ª Divisione Generalleutnant Angelo Farisoglio

Brigata „Genova“ – 97. und 98. Infanterieregiment
1/2 Brigata „Etna“ – 223. Infanterieregiment
V raggruppamento alpini: 5º gruppo (5. Alpinigruppe) mit den Bataillonen „Monte Albergian“, „Val Chisone“ und „Belluno“
9º reggimento bersaglieri (9. Bersaglieriregiment)
- 46ª Divisione Generalleutnant Giulio Amadei

Brigata „Caltanissetta“ – 147. und 148. Infanterieregiment
Brigata „Alessandria“ – 155. und 156. Infanterieregiment
1/2 Brigata „Etna“ – 224. Infanterieregiment
2º reggimento bersaglieri (2. Bersaglieriregiment)
- 34ª Divisione, riserva di corpo d’armata (Korpsreserve)

Brigata „Foggia“ – 281. und 282. Infanterieregiment
Battaglione alpini (Alpinibataillon) „Monte Argentera“.
- XXVII Corpo d’armata (XXVII. Armeekorps) Generalleutnant Pietro Badoglio
- Stabssitz: Breg
- 19ª Divisione – Generalmajor Giovanni Villani

Brigata „Napoli“ – 75. und 78. Infanterieregiment
Brigata „Taro“ – 207. und 208. Infanterieregiment (ohne II. Btl)
Brigata „Spezia“ – 125. und 126. Infanterieregiment
- 65ª Divisione

Brigata „Belluno“ – 274. Infanterieregiment, I. und II. Bataillon /275. Infanterieregiment
- 22ª Divisione

1/2 Brigata (Brigade) „Pescara“ – 211. und 212. Infanterieregiment
- 64ª Divisione

1/2 Brigata „Belluno“ – 276. Infanterieregiment, III. Btl /275. Infanterieregiment
Teile Brigata „Taro“ mit II. Btl/208. Infanterieregiment
- Riserva di corpo d’armata: (Korpsreserve)

X Gruppo Alpini: (X. Alpinigruppe) Bataillone „Vicenza“, „Monte Berico“, „Morbegno“ und „Val d'Adige“
Brigata „Puglie“ – 71. und 72. Infanterieregiment (bereits in die Front eingeschoben)
Brigata „Roma“ – 78. und 80. Infanterieregiment (bereits in die Front eingeschoben)
- XXIV Corpo d’armata (XXIV. Armeekorps) Generalleutnant Enrico Caviglia
- Stabssitz: Breg al monte Zgorevnice
- 49ª Divisione

Brigata „Lambro“ – 205. und 206. Infanterieregiment (am Morgen des 24. Oktober wurde die „Brigata Lambro“ dem XIV Corpo d’armata zugewiesen und ersetzte dort die Brigade „Palermo“)
Brigata „Sele“ – 219. und 220. Infanterieregiment
Brigata „Ravenna“ – 37. und 38. Infanterieregiment
- 68ª Divisione

Brigata „Grosseto“ – 237. und 238. Infanterieregiment
- 10ª Divisione

Brigata „Verona“ – 85. und 86. Infanterieregiment
Brigata „Campobasso“ – 229. und 230. Infanterieregiment
- II Corpo d’armata (II. Armeekorps) Generalmajor Alberico Albricci
- Stabssitz: Zgorevnice al monte Sella di Dol
- 67ª Divisione

Brigata „Cremona“ – 21. und 22. Infanterieregiment
Brigata „Tortona“ – 257. und 258. Infanterieregiment
- 44ª Divisione

Brigata „Re“ – 1. und 2. Infanterieregiment
Brigata „Brescia“ – 19. und 20. Infanterieregiment
- - 8ª Divisione

Brigata „Udine“ – 95. und 96. Infanterieregiment
Brigata „Forlì“ – 43. und 44. Infanterieregiment
- Riserva di corpo d’armata: (Korpsreserve)

Brigata „Aquila“ – 269. und 270. Infanterieregiment
- VI Corpo d’armata (VI. Armeekorps) Generalleutnant Luigi Lombardi
- Stabssitz: Sella di Dol in Borgo Carinzia (Görz)
- 66ª Divisione

Brigata „Cuneo“ – 7. und 8. Infanterieregiment
Brigata „Abruzzi“ – 57. und 58. Infanterieregiment
Brigata „Milano“ – 159. und 160. Infanterieregiment (war aus taktischen Gründen dem AOK direkt unterstellt)
- 24ª Divisione

Brigata „Gaeta“ – 263. und 264. Infanterieregiment
Brigata „Emilia“ – 119. und 120. Infanterieregiment
- VIII Corpo d’armata (VIII. Armeekorps) Generalmajor Francesco Grazioli
- Stabssitz: Borgo Carinzia (Görz) al Vipacco
- 48ª Divisione

Brigata „Piemonte“ – 3. und 4. Infanterieregiment
Brigata „Borgo Maurizio“ – 253. und 254. Infanterieregiment
- 59ª Divisione

Brigata „Pesaro“ – 239. und 240. Infanterieregiment
Brigata „Modena“ – 41. und 42. Infanterieregiment
- 7ª Divisione

Brigata „Lucca“ – 163. und 164. Infanterieregiment
Brigata „Bergamo“ – 25. und 26. Infanterieregiment
Brigata „Sesia“ – 201. und 202. Infanterieregiment in Görz (aus taktischen Gründen dem AOK direkt unterstellt)
Zweite Linie
- VII Corpo d’armata (VII. Armeekorps) Generalmajor Luigi Bongiovanni
- Stabssitz: Zwischen dem Monte Matajur und dem Globočak
- 3ª Divisione

Brigata „Elba“ – 261. und 262. Infanterieregiment
Brigata „Arno“ – 213. und 214. Infanterieregiment
- 62ª Divisione

Brigata „Salerno“ – 89. und 90. Infanterieregiment
IV brigata bersaglieri (IV. Bersaglieri Brigade) – 14. und 20. Bersaglieriregiment
- Riserva di Corpo d’armata: (Korpsreserve)

Brigata „Firenze“ – 127. und 128. Infanterieregiment
- XIV Corpo d’armata (VII. Armeekorps) Generalleutnant Pier Luigi Sagramoso – (Armeereserve)
- Stabssitz: zwischen der Quelle des Judrio und dem Isonzo
- 20ª Divisione

Brigata „Palermo“ – 67. und 68. Infanterieregiment
Brigata „Livorno“ – 33. und 34. Infanterieregiment
- 30ª Divisione

Brigata „Treviso“ – 115. und 116. Infanterieregiment
Brigata „Girgenti“ – 247. und 248.
- XXVIII Corpo d’armata (XXVII. Armeekorps) Generalmajor Alessandro Saporiti – (Armeereserve)
- Stabssitz: Im Judrio-Tal nördlich von Cormons
- 23ª Divisione

Brigata „Messina“ – 93. und 94. Infanterieregiment
Brigata „Sassari“ – 151. und 152. Infanterieregiment
Brigata „Venezia“ – 83. und 84. Infanterieregiment
Brigata „Avellino“ – 231. und 232. Infanterieregiment
- 47ª Divisione

I. brigata bersaglieri – 6. und 12. Bersaglieriregiment
V. brigata bersaglieri – 4. und 21. Bersagleriregiment
- Brigata „Milano“ – 159. und 160. Infanterieregiment (aus der 66. InfDiv/VI. AK herausgezogen)

- Riserve del Comando Supremo (Reserve des Oberkommandos)
- 60ª Divisione (unterstellt VIII Corpo d’armata)

Brigata „Taranto“ – 143. und 144. Infanterieregiment
Brigata „Ferrara“ – 47. und 48. Infanterieregiment
- 53ª Divisione (unterstellt XIV Corpo d’armata)

Brigata „Vicenza“ – 277./278. und 279. Infanterieregiment
Brigata „Potenza“ – 271./272. und 273. Infanterieregiment
- 13ª Divisione (unterstellt XXVIII Corpo d’armata)

Brigata „Massa Carrara“ – 251. und 252. Infanterieregiment
Brigata „Jonio“ – 221. und 222. Infanterieregiment
- Brigata „Teramo“ – 241. und 242. Infanterieregiment (dem XXVIII Corpo d’armata direkt unterstellt)

- Stärke der 2. Armee:

20.222 Offiziere
646.795 Unteroffiziere und Mannschaften
353 Infanteriebataillone (davon 17 Alpinibataillone und 24 Bersaglieribataillone)
2.430 Geschütze aller Kaliber

## Sonstiges
Erwin Rommel nahm als Oberleutnant im württembergischen Gebirgsbataillon an der Schlacht teil und spielte eine wichtige Rolle bei der Eroberung des Matajurs, wofür ihm der Orden Pour le Mérite verliehen wurde.

## Literarische Rezeption
- Ernest Hemingway: In einem anderen Land. (Hemingway der als freiwilliger Sanitäter auf alliierter Seite an den Kämpfen teilnahm, lässt seine Erlebnisse in den Roman einfließen.)
- Alessandro Baricco: Diese Geschichte (Questa Storia Fandango, Rom 2005). (Eine Hauptperson des Buches nimmt an der Schlacht teil; die Flucht wird drastisch geschildert)